# Reichsautobahn

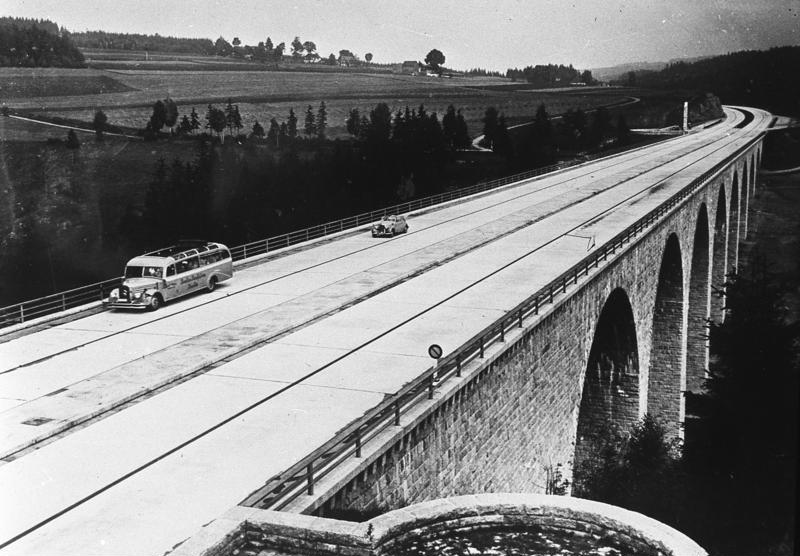
Saalebrücke der Reichsautobahn Berlin–München bei Hirschberg

Die Reichsautobahnen (RAB) waren ein Netz von Schnellstraßen im Eigentum des Deutschen Reiches. Mit der Planung und dem Aufbau wurde zur Zeit der Weimarer Republik begonnen; nach der Machtübernahme der Nationalsozialisten im Jahre 1933 wurde der Ausbau beschleunigt. Er wurde von ihnen als eine Maßnahme gegen die seit der Weltwirtschaftskrise 1930/31 herrschende Massenarbeitslosigkeit propagiert. Des Weiteren versprach die NS-Propaganda die Mobilität der angestrebten Volksgemeinschaft (siehe auch KdF-Wagen). Die Reichsautobahnen und ihre umfangreichen Planungen bildeten später einen Grundstein für das Bundesautobahnnetz in der Bundesrepublik Deutschland, das Autobahnnetz in Österreich, die Autobahnen in der DDR sowie in rudimentären Teilen im heutigen Polen.

## Geschichte

### Weimarer Republik
Die Vorgeschichte des Autobahnbaus beginnt mit zwei Schnellstraßen. Als erste autobahnähnlich ausgeführte Schnellstraße in Deutschland gilt die AVUS in Berlin. Mit dem Bau der sogenannten „Automobil-Verkehrs- und Übungs-Straße“ wurde im Jahr 1913 begonnen. Nach der durch den Ersten Weltkrieg verursachten Unterbrechung der Arbeiten wurde die Strecke 1921 für den Verkehr freigegeben. Vornehmliche Ziele waren bei diesem Projekt die Nutzung als Rennstrecke sowie verschiedene Versuchszwecke. Die Benutzung war kostenpflichtig und diente nicht dem öffentlichen Fernverkehr, sondern der Erprobung von Kraftfahrzeugen und der Verwendung von bituminösen Straßendecken. Heute ist die AVUS Teil der A 115. Eine weitere Schnellstraße für den Fernverkehr, die alle wesentlichen Merkmale späterer Autobahnen aufwies, war die rund 20 km lange „Landstraße 185“ zwischen Köln und Bonn (heute Bundesautobahn 555). Sie war für jedermann benutzbar und gilt teilweise ebenfalls als älteste deutsche Autobahn. Mit ihrem Bau wurde 1928 begonnen, eröffnet wurde sie 1932.
Die bislang früheste nachgewiesene umgangssprachliche Verwendung des Begriffs Autobahn taucht im Jahr 1908 auf, als man im Taunus eine Automobilrennbahn plante. Diese Straße wurde auch als Taunusautobahn bezeichnet. 1922 wurde die AVUS Berliner Autobahn genannt. 1924 berichtete die Presse über das Projekt einer Kölner Autobahn.
Als sich der Eisenbahningenieur Fritz Steiner 1909 im Zusammenhang mit dem Projekt einer Bahn auf den Triglav Gedanken über eine Straßenanbindung machte, benutzte er ebenfalls den Begriff Autobahn: „Die neue Straße stellt demnach eine Art Kraftwagenbahn oder etwa Autobahn dar“.
In einer Fachzeitschrift taucht (im heute üblichen Sinne) die Bezeichnung Autobahn erstmals Anfang 1927 auf. Als Schöpfer dieses Fachbegriffs gilt der Bauingenieur Robert Otzen, der auch Vorsitzender des Vereins zur Vorbereitung der Autostraße Hansestädte–Frankfurt–Basel (HaFraBa) war. Dieser Verein begann bereits in den 1920er Jahren mit Planungen zu einem für den Automobilverkehr reservierten Straßennetz. Die HaFraBa gab ab 1928 auch eine Vereinszeitung mit dem zukunftsweisenden Namen Die Autobahn heraus. In Analogie zur Eisenbahn sollte der Ausdruck für das ersonnene Straßennetz stehen. Die im Deutschen Reich getroffenen Überlegungen zum Aufbau leistungsfähiger Straßen sind nur im Kontext zu den verschiedensten Überlegungen zu verstehen, die damals in allen europäischen Industriestaaten angestoßen wurden. Bereits in den 1920er Jahren war an eine Autobahn zwischen Deutschland und Italien gedacht worden. Der Begriff „Autobahn“ war somit, genauso wie die Idee dazu, schon lange vor der Vereinnahmung durch die NS-Propaganda gebräuchlich.
Die nach der AVUS erste deutsche Kraftwagenstraße, die als reine Autobahn geplant war, ist die von 1929 bis 1932 gebaute Strecke von Köln (Anschlussstelle Wesseling) nach Bonn, die 18 Kilometer lang war. Zu ihrer Eröffnung wurde eigens eine Polizeiverordnung erlassen, die das Halten oder Parken von Fahrzeugen verbot. Der Verkehr wurde vollständig auf Kraftwagen beschränkt. Motorräder, Gespanne, Fahrräder und das Treiben und Führen von Tieren waren verboten. Die zwölf Meter breite Fahrbahn war vierspurig angelegt, einen begrünten Mittelstreifen gab es noch nicht. Stattdessen waren die Fahrspuren lediglich durch eine breite, durchgezogene Linie voneinander getrennt. Die zwei Meter breiten Bankette waren genauso hell gehalten wie die in regelmäßigen Abständen aufgestellten Leitsteine, deren Köpfe schwarz gestrichen waren. Teile der Strecke waren nachts beleuchtet. Die unter Adenauer fertiggestellte Rheinische Provinzialstraße Köln – Bonn blieb die einzige „Autobahn“ (wenn man sie denn bereits so bezeichnen will, fehlten doch z. B. noch ein Netzwerkcharakter sowie ein System von Nebenbetrieben), welche mittels kommunaler Eigenfinanzierung gebaut wurde. Die Strecke führte direkt an den Rand der beiden Städte, die sie verband, und mündete dort in einem Verteiler. Mit einer einzigen zusätzlichen Auffahrt bei Brühl besaß sie nur einen begrenzten Zugang. Es war zum damaligen Zeitpunkt nicht geplant, diese Straße in ein deutschland- beziehungsweise europaweites Autobahnnetz einzubinden.
Die Planung und Erbauung erfolgte unter der Federführung der Rheinischen Provinzialverwaltung in Düsseldorf unter dem Vorsitz des Landeshauptmanns Johannes Horion und mit Unterstützung des damaligen Kölner Oberbürgermeisters Konrad Adenauer und seines Bonner Kollegen Franz Wilhelm Lürken, die sie auch gemeinsam einweihten. Adenauer hatte eine federführende Rolle bei der Planung des Projekts gespielt, wobei insbesondere außenpolitischen Faktoren großes Gewicht zukam, die ihre Grundlage in dem verloren gegangenen Weltkrieg hatten. Um die Strecke zu finanzieren, wurde eine Maut von fünf Pfennig pro Kilometer für Personenkraftwagen und zehn Pfennig für Lastkraftwagen erhoben. Auch auf der seit 1926 projektierten Autobahn Köln – Düsseldorf sollte nach den ursprünglichen Planungen der Rheinprovinzverwaltung als zuständiger Behörde dieselbe Maut wie auf der Köln-Bonner Strecke erhoben werden. Gegner des Mautsystems – insbesondere aus den Ministerien – kritisierten dieses bereits vor dem Bau der Strecke von Köln nach Bonn als mittelalterlichen Wegezoll. Das im damaligen Deutschland weit verbreitete und verhasste Mautsystem, das als „Pflasterzoll“ bekannt war, wurde gerade für Autofahrer zu einem Hindernisparcours. Auch die Deutsche Reichsbahn-Gesellschaft wehrte sich 1926 gegen das Projekt, das „auf Kosten der Allgemeinheit“ ginge, da der Autobahnverkehr zu Lasten der vorhandenen, nicht voll ausgelasteten Bahnverbindungen gehen würde. Ein Gutachten der Handelskammer Stolberg stellte zudem fest, dass die erwarteten Mauteinnahmen als zu hoch geschätzt worden waren und sich die Kosten für das Autobahnprojekt nicht amortisieren würden. Statt eines Autobahnneubaus sollte nach dem Willen der Studiengesellschaft für Automobilstraßenbau (Stufa) als auch des ADAC lieber in den Ausbau des bestehenden Straßennetzes investiert werden. Die IHK Essen schloss sich dieser Ansicht an. Auch sie sah in der Autobahnmaut keinen Unterschied zu den „mittelalterlichen verkehrstötenden Wegezöllen“. Ihrer Meinung nach waren die Kraftfahrer schon jetzt durch die Kraftfahrzeugsteuer und Brückengelder stark belastet.
Der Baubeginn weiterer Strecken zögerte sich wegen der strittigen Finanzierung und der Weltwirtschaftskrise immer wieder hinaus. Als aber am 18. Juli 1930 durch eine gemeinsame Initiative von Abgeordneten fast aller Parteien über die Geldbeschaffung abgestimmt werden sollte, fehlten NSDAP und KPD. Zudem wurde an diesem Tag der Abstimmung über den Änderungsentwurf der Reichstag unter Reichskanzler Heinrich Brüning aufgelöst; er sollte bis 1933 nicht wieder beschlussfähig werden. In den folgenden Jahren lotete ein Teil der HaFraBa-Mitglieder, an deren Spitze der Generaldirektor Willy Hof stand, die Möglichkeiten zur Finanzierung von Autobahnprojekten weiter aus; angesichts der politischen Ereignisse kehrten allerdings viele Mitglieder der HaFraBa resigniert den Rücken. Zwar wurde die erneute Beantragung einer Ausnahmegenehmigung am 21. Januar 1933 von den Ministerien der Reichsregierung vorgelegt, jedoch folgte am 30. Januar mit der Ernennung Hitlers zum Reichskanzler eine Ära, in der den Plänen zum Bau einer Nur-Autostraße eine neue Bedeutung zukam. Hof hatte sich bei Adenauer ausführlich über dessen Autobahnprojekt Köln–Bonn unterrichten lassen und schlug Hitler im April 1933 ein Autobahnprojekt für ganz Deutschland vor.
Zwischen 1931 und 1933 wurde als weitere Strecke die Umgehungsautobahn Opladen als Teilstück der Autobahn Köln–Düsseldorf errichtet und am 27. September 1933 in Betrieb genommen. Allerdings wurde der Eröffnungsakt nicht mehr von Adenauer begangen. Ihn hatten die Nationalsozialisten kurz nach ihrer Machtergreifung bereits aus dem Amt entfernt. Die Aufgabe nahm stattdessen der Bauingenieur Fritz Todt vor, der sich für den Autobahnbau interessierte und von Hitler zum „Generalinspektor für das deutsche Straßenwesen“ ernannt worden war. Die Strecke Köln–Bonn wurde von der neuen nationalsozialistischen Regierung noch im Februar 1933 zur Landstraße 185 herabgestuft, um anschließend den geplanten Bau der Strecke Frankfurt – Heidelberg als ersten Autobahnbau im Reich für sich zu proklamieren. Erst 1959 wurde die Schnellstraße Köln – Bonn als Teilstück der heutigen Bundesautobahn 555 in der ursprünglich gedachten Weise reaktiviert.
Auswahl verschiedener früher Autobahnprojekte (mit Planungsbeginn):
- Köln – Düsseldorf (1925)
- Aachen – Köln (1925)
- Mannheim – Heidelberg (1926)
- München – Leipzig – Berlin (MüLeiBerl) (1927)
- München – Starnberger See (1927)
- Leipzig – Halle (LeHa) (1927)
- Hansestädte – Frankfurt – Basel (HaFraBa) (1927)
- Chemnitz - Zwickau.

### NS-Staat

1935 eingeführter Stander für Angehörige der Reichsautobahnen. Mit dem 20 cm × 35 cm großen Stander gekennzeichnete Fahrzeuge durften bei Fliegeralarm verkehren.

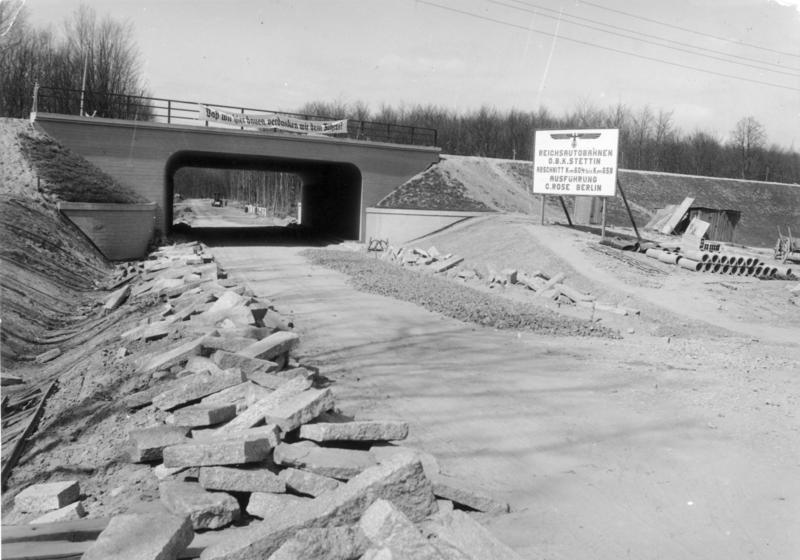
Reichsautobahnbau bei Berlin, April 1936

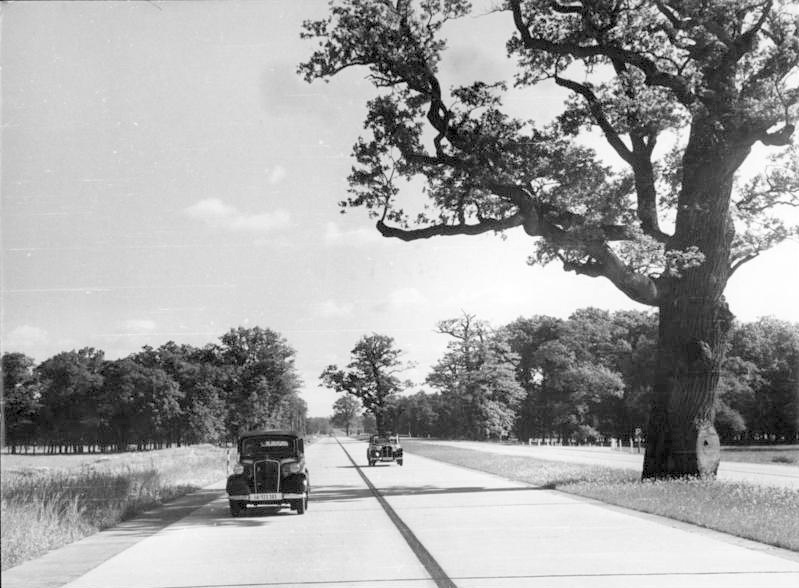
RAB Berlin – München, Elb- und Muldenniederung südöstlich Dessau. Aus Gründen des Landschaftsschutzes blieben die alten Eichen – das Wahrzeichen des parkähnlichen Wiesengeländes – auf dem Mittelstreifen erhalten, Juni 1939.

Etliche nationalsozialistische Quellen überhöhten die ab 1933 errichteten Autobahnen als „einmalig in der Welt“ und „Beton gewordener Wille eines Mannes“. Vielfach verstiegen sich einige Autoren darin, Adolf Hitler als „Schöpfer“ der Autobahnen zu preisen. Tatsächlich war aber – wie NS-Quellen ebenfalls nicht verschweigen – 1921 die Avus eröffnet worden. Außerdem wurden auch Italiens Autobahnen immer wieder hervorgehoben und festgestellt: „Italien hat seit Jahrzehnten Autobahnen“. Seit 1924 verband die erste italienische Autobahnstrecke Mailand mit den norditalienischen Seen. Die italienischen Autobahnen wurden aus Sicht der damaligen deutschen Industrie auch immer wieder als für die Zukunft vorbildlich beschrieben und deutsche Reiseführer priesen die von den italienischen Autobahnen aus sichtbaren Errungenschaften des italienischen Duce Benito Mussolini. Wie in vielen Bereichen bietet der Nationalsozialismus auch beim Thema der öffentlichen Wahrnehmung von Autobahnen ein unausgegorenes Bild zwischen Halbwahrheiten, Lügen und Tatsachen.
Nach dem Vorbild der Trockenlegung der Pontinischen Sümpfe im faschistischen Italien wurde auch vom NS-Regime ein propagandistisch interessantes Infrastrukturprogramm angestrebt. Der sogenannte „Ostpreußen-Plan“ wurde bald zugunsten des Aufbaus eines Reichsautobahnnetzes auf der Basis bereits vorhandener Planungen zurückgesetzt.
Am 27. Juni 1933 erließ die Reichsregierung auf Weisung Hitlers ein Gesetz über die Errichtung eines Unternehmens Reichsautobahnen. Fritz Todt wurde zum Generalinspektor für das deutsche Straßenwesen ernannt. Ihm oblagen die Festlegung der Linienführung und die Detailplanung. Die Reichsautobahnen selbst waren als Zweigunternehmen der Deutschen Reichsbahn-Gesellschaft angegliedert; Julius Dorpmüller (1869–1945), damals Generaldirektor der Deutschen Reichsbahn, war gleichzeitig Vorstandsvorsitzender und Chef des Verwaltungsrates der Reichsautobahnen. Im Zuge des Autobahnausbaus kam es zu Überlegungen, die neuen Strecken mit Oberleitungen zu elektrifizieren, damit diese auch von O-Bussen und elektrisch betriebenen Lastkraftwagen befahren werden konnten. Der damalige Ministerialdirektor Eduard Schönleben (1897–1985), der unter anderem für den Autobahnbau und -betrieb verantwortlich war, stellte jedoch 1937 fest, dass ein autobahngebundener Oberleitungsbetrieb alle Möglichkeiten überstieg.
Auch den Themen Tier- und Pflanzenschutz an den Autobahnen waren schon früh verschiedene Abhandlungen gewidmet. So kam es 1933 zu Überlegungen, die eine Berücksichtigung von Bienenweiden entlang der Autobahnen in Betracht ziehen sollten, wobei hier von Seiten der Bienenzüchter speziell an eine Steigerung der deutschen Honigerträge gedacht wurde. Auch dem Vogelschutz an den Autobahnen wurden Artikel gewidmet. So unter anderem 1934 durch den Zoologen Wolfdietrich Eichler und wiederholt durch andere Autoren in den darauffolgenden Jahren. Daneben wurden Pläne zum Schutz der Anpflanzungen entlang der Autobahnen vorgestellt, die den Wildverbiss vorbeugen sollten und ab 1937 unter dem Thema Wildschutz an den Autobahnen versuchsweise große rückstrahlende Warntafeln an Wildwechsel-Schwerpunkten aufgestellt. Das Thema Wildschutz blieb aktuell und so wurde 1939 in dem Artikel Mehr Schutz unserem wechselnden Wild von den Autofahrern neben mehr Rücksichtnahme auf die Tiere und ein Tempolimit an den Wildwechsel-Warntafeln gefordert.
Todt überhöhte den Autobahnausbau politisch und brachte 1937 zum Ausdruck: „Deshalb sollen diese Bauwerke nicht gedacht sein für das Jahr 1940, auch nicht für das Jahr 2000, sondern sie sollen hineinragen gleich den Domen unserer Vergangenheit in die Jahrtausende der Zukunft.“ Hitler tat dies ebenfalls: Er sah in „seinen Straßen“ ein „Monument des Tausendjährigen Reiches“, ein Zeugnis der „Unsterblichkeit“ seines Wirkens, vergleichbar mit den Pyramiden der Pharaonen.
Der Generalinspektor nutzte Vorarbeiten halbprivater und nunmehr gleichgeschalteter Unternehmen wie der STUFA (Studiengesellschaft für Automobilstraßenbau) und dem HaFraBa (Verein zur Vorbereitung der Autostraße Hansestädte–Frankfurt–Basel), die bereits in den 1920er Jahren mit eigenen Autobahnplanungen begonnen hatten. Gleichzeitig ordnete er propagandistisch an: „Die Reichsautobahnen, wie wir sie jetzt bauen, haben nicht als von der ‚HAFRABA‘ vorbereitet zu gelten, sondern einzig und allein als 'Die Straßen Adolf Hitlers'“.
Für den Bau wurden 15 sogenannte Oberste Bauleitungen der Reichsautobahnen eingerichtet, die jeweils verschiedene Abschnitte übernahmen. Die Oberste Bauleitung in Berlin hatte ihren Sitz in der Potsdamer Straße 188. Das im Rahmen der Neugestaltung Berlins zur „Welthauptstadt Germania“ nach Entwürfen des Architekten Arthur Vogdt in den Jahren 1938/1939 errichtete Gebäude ist bis heute erhalten.
Aspekte des Landschafts- und Naturschutzes unter NS-Vorzeichen spielten eine wichtige Rolle bei Bau und Planung der Autobahnen. Der Landschaftsarchitekt Alwin Seifert wurde 1933 dem Stab des Beauftragten (später Generalinspekteurs) für den Autobahnbau, Todt, zugeordnet und zum „Reichslandschaftsanwalt“ ernannt. Seifert, der zu einem einflussreichen Berater Todts wurde, scharte Landschaftsarchitekten, Pflanzensoziologen und Naturschützer um sich, mit denen er seine Vorstellungen umzusetzen versuchte. So wurde dem Pflanzensoziologen Reinhold Tüxen der Auftrag erteilt, das Gelände der künftigen Reichsautobahnen pflanzensoziologisch nach Tüxens Konstrukt der potenziellen natürlichen Vegetation zu kartieren. Diese Kartierung sollte als Grundlage einer naturgemäßen Bepflanzung dienen, aber auch die zu erhaltenen, schützenswerten Landschaftsteile enthalten. Hier kam in der Praxis das Naturschutzgesetz oftmals zur Anwendung. In einer Vereinbarung mit Hermann Göring, der hier in seiner Funktion als Reichsforstmeister agierte, bekam Todt die Möglichkeit, beidseitig der Autobahnen, im Durchschnitt je rund 200 Meter, unter Landschaftsschutz stellen zu können.

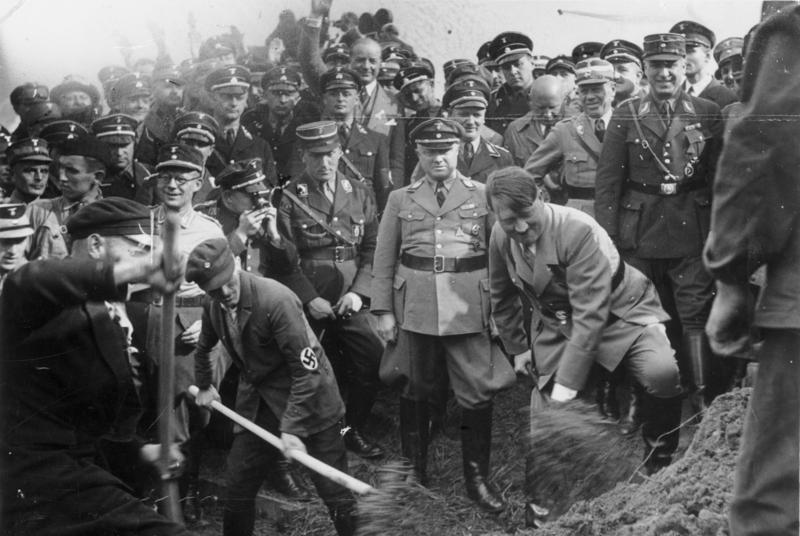
Hitler beim ersten Spatenstich am 23. September 1933: Reichsautobahn der Strecke Frankfurt/Main – Darmstadt – Mannheim, hinten Gauleiter Jakob Sprenger, NSKK-Korpsführer Adolf Hühnlein und der Generalinspekteur für das deutsche Straßenwesen Fritz Todt

Am 23. September 1933 setzte Hitler bei Frankfurt am Main den ersten Spatenstich für die erste neue Strecke über Darmstadt und Mannheim nach Heidelberg, die nach bereits 1932 baureif vorliegenden HaFraBa-Plänen ausgeführt wurde. Im Oktober 1934 befanden sich bereits 1500 Kilometer im Bau (unter anderem Frankfurt – Heidelberg und Duisburg – Recklinghausen – Dortmund), weitere 1200 Kilometer waren für den Bau freigegeben. Am 19. Mai 1935 konnte die Teilstrecke von Frankfurt am Main nach Darmstadt für den Verkehr freigegeben werden.
Teilweise wurden Autobahnabschnitte dezidiert als Hochgeschwindigkeitsstrecken für Rekordfahrten und Autorennen (z. B. Rennstrecke Dessau an der heutigen A9) konzipiert. Bei einer dieser Rekordfahrten verunglückte der Rennfahrer Bernd Rosemeyer am 28. Januar 1938 auf der Autobahn Frankfurt–Darmstadt (heute A 5) hinter der Autobahnauffahrt Langen-Mörfelden in Fahrtrichtung Darmstadt tödlich. Sein Auto Union Typ R (Rekordwagen) war bei Tempo 429,491 km/h von einer Windböe erfasst und von der Fahrbahn getragen worden.
Nach der ursprünglichen Planung sollte das Autobahnnetz pro Jahr um 1000 Kilometer wachsen, dies gelang jedoch nur in den Jahren 1936 bis 1938. Zu Beginn des Zweiten Weltkriegs waren 3300 Autobahnkilometer fertiggestellt. Seit 1940 wurden auch Kriegsgefangene, Häftlinge aus Konzentrationslagern und andere Zwangsarbeiter beim Bau eingesetzt. Zwischen 1941 und 1942 wurden die Baumaßnahmen fast völlig eingestellt. Ab Herbst 1943 durften Autobahnen wegen des geringen Fahrzeugverkehrs sogar von Radfahrern benutzt werden. Gegen Ende des Zweiten Weltkriegs wurden Reichsautobahnen auch als Behelfsflugplätze durch die deutsche Luftwaffe genutzt oder, wie auf einer Teilstrecke der A 8 zwischen Augsburg und München, als Abstellplatz für gerade fertiggestellte Flugzeuge (z. B. Me 262). Diese konnten dann direkt von der Autobahn in den Einsatz starten. Den voll motorisierten westalliierten Streitkräften dienten die Autobahnen im Frühjahr 1945 als schnelle Marschwege.
Im Jahr 1949 übernahm die neu gegründete Bundesrepublik Deutschland durch Artikel 90 des Grundgesetzes die auf westdeutschem Boden verbliebenen ehemaligen Reichsautobahnen in Bundesvermögen.

### RAB-Finanzierung in der NS-Zeit
Als Hitler 1933 das Großprojekt ankündigte, war unklar, wie die Kosten gedeckt werden könnten. Der von ihm immer wieder ausgeweitete Bauumfang richtete sich auch später nicht nach den verfügbaren Mitteln. Der Bauumfang wurde besonders nach der Einverleibung Österreichs und des Sudetenlandes ständig erweitert.

Schuldschein der Gesellschaft „Reichsautobahnen“ vom 24. November 1937

Für das der Reichsbahn organisatorisch angegliederte Projekt musste diese ein Grundkapital von 50 Millionen Reichsmark stellen. Insgesamt steuerte die Reichsbahn über drei Milliarden RM für den Bau bei. Der Reichsbahn-Generaldirektor Dorpmüller wurde naheliegenderweise Vorsitzender des Verwaltungsrates und des Vorstandes der RAB. Zweites Standbein der Finanzierung wurde ein unter der Leitung der Reichsbahn konzipiertes System der Finanzierung durch Wechselkredite. Deshalb wurde eine Reichsautobahnen-Bedarfs-Gesellschaft m.b.H. (RABG) als Tochter der Deutschen Verkehrs-Kredit-Bank AG (DVB Bank) konstruiert, die Kapitalkraft vortäuschte. Das „Unternehmen Reichsautobahnen“ erlangte von der RABG gegen Ausstellung von Wechseln eine Möglichkeit zur Bezahlung der auflaufenden Rechnungen. Diese Wechsel wurden von der DVB Bank diskontiert und von der Reichsbank rediskontiert. Durch dieses riskante Finanzierungsmodell liefen bis 1936 Darlehen in Höhe von 600 Millionen RM auf.
Das Reich übernahm zwar die Garantie für die finanziellen Verbindlichkeiten, trotzdem musste oft um die Gewährung ausreichender Kreditumfänge gerungen werden. Eine langfristige Finanzplanung war grundsätzlich unmöglich. Die unsichere Finanzgrundlage beeindruckte den obersten Bauherren Hitler nie, er hielt an seinem Tempo des Baufortschrittes fest, da dies neben der Sicherstellung der militärischen Aufrüstung die wichtigste Finanzierungsaufgabe des Reiches sei.
Die Deutsche Reichsbank zog sich unter ihrem Präsidenten Hjalmar Schacht 1936 – trotz Hitlers Widerstand – aus dem Finanzierungsmodell über die Wechselkontingente zurück. Sie hielt dieses haushaltstechnisch nicht mehr für verantwortbar.
Da bereits Ende 1935 Reichsfinanzminister Schwerin von Krosigk die stärkere Einbindung der „Reichsanstalt für Arbeitslosenvermittlung und Arbeitslosenversicherung“ (RAVAV) gefordert hatte, bot sich dies als Finanzierungslösung an. Nachdem infolge der damaligen Konjunkturbelebung bereits weniger Arbeitslosenversicherungsbeiträge ausgezahlt werden mussten, verzeichnete diese Überschüsse. Die RAVAV stellte jahrelang nun den Hauptanteil der Kreditfinanzierung und beteiligte sich bis zur Einstellung des Autobahnbaus mit fast drei Viertel aller Finanzzuschüsse. Dies entsprach einem Gesamtinvestitionsvolumen von etwa 60 Prozent. Die Gesamtverschuldung des „Unternehmens RAB“ bei der Arbeitslosenversichertenanstalt betrug zum Frühjahr 1943 dreieinhalb Milliarden RM. Große Teile der Versichertenbeiträge zur Arbeitslosenversicherung wurden zweckentfremdet, vergleichbar mit einer verdeckten Steuer.
Obwohl Millionen an Zuschüssen überwiegend öffentlicher Institutionen flossen, reichte dies nicht. Es sollten weitere Einnahmequellen aus dem Kraftverkehr selbst erschlossen werden, ohne ein Fortschreiten der Motorisierung im Reich zu beeinträchtigen. Mitte 1936 wurde eine Beförderungsteuer-Novelle erlassen, die den gewerblichen Güter- und Personenverkehr mehr besteuerte. Ende des Jahres ordnete Hitler eine Mineralölsteuererhöhung an und ließ den Benzinzoll erhöhen. Ende 1935 waren zuvor bereits die Abgaben auf Diesel und Schmieröl angehoben worden. Für den Liter Benzin mussten 1936 ein Facharbeiter zirka die Hälfte seines Stundenlohnes – etwa 40 Reichspfennige – bezahlen.
Rüstungsminister Speer löste am 18. September 1944 das „Unternehmen RAB“ auf und überführte es in die unmittelbare Reichsverwaltung. Für den Schuldenberg des Unternehmens musste nun im Prinzip das ohnehin überschuldete Reich geradestehen. Ende März 1945 hatten sich im Zusammenhang mit der RAB 4.564.670.000 RM an Verbindlichkeiten angehäuft. Die Tilgung ersparte der verlorene Krieg.

### Streckenlänge der Reichsautobahnen

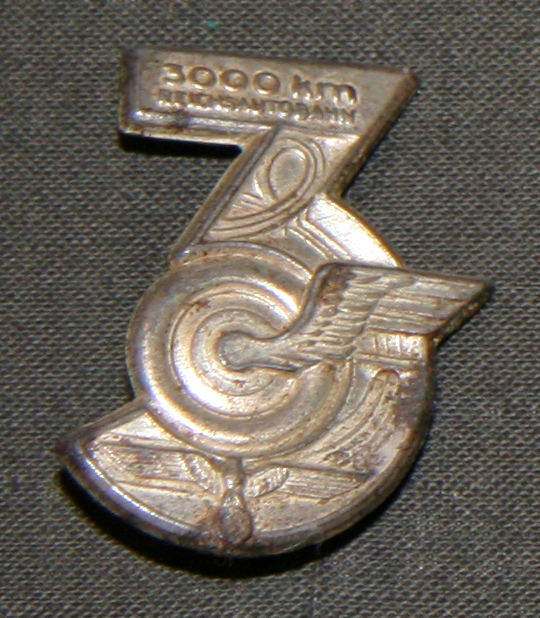
Abzeichen: 3000 RAB-Kilometer in Form einer 3, im Auckland War Memorial Museum Neuseeland

- Ende 1935: 0108 km
- Ende 1936: 1087 km
- Ende 1937: 2010 km
- Ende 1938: 3046 km
- Ende 1939: 3301 km
- Ende 1940: 3737 km
- Ende 1941: 3827 km
- Ende 1942: 3861 km
- Ende 1943: 3896 km

## Mythen und Motive
Die „Straßen des Führers“ boten besondere propagandistische Möglichkeiten. Im Gegensatz zu anderen NS-Bauwerken gab es hier wiederholt Grundsteinlegungen, erste Spatenstiche, Richtfeste und Einweihungsfeierlichkeiten. Die fortwährenden Staatsakte ermöglichten zum einen die Wiederholung gleicher Phrasen, zum anderen aber Propagierung der NS-Politikanpassungen an ihre jeweils aktuellen Prioritäten. Im Herbst 1934 und Frühjahr 1935 wurde die RAB verstärkt als arbeitsmarktpolitisches Projekt verklärt. 1935 gingen diese Strategien über in die Befürchtung, Hitlers weitgehend verdeckte Aufrüstung würde in Frankreich entsprechende Gegenmaßnahmen hervorrufen. Dem Image der RAB wurde daraufhin in den NS-Medien zunehmend das Schlagwort vom „Friedenswerk“ hinzugedichtet. Die Olympischen Sommerspiele 1936 brachten zusätzlich die Chance, Deutschland einen modernen Glanz zu verleihen. Die RAB sollten nun auch verstärkt eine Vorahnung der behaupteten Massen-Motorisierung im NS-Reich vermitteln und die „Straßen des Führers“ als die modernsten in Europa bewerben. Als mit den Sommerspielen Internationalität des Reiches umfänglich bekundet worden war, wurde eines der Leitthemen – „Friedenswerk“ – in „friedliebende militärische Stärke“ gewandelt und gleichzeitig das Thema „Reichseinheit“ hinzugefügt.

### Autobahnen zur Arbeitsbeschaffung

Übersicht über die direkt am Bau beteiligten Arbeitskräfte 1933–1936

Der Mythos von der Arbeitsbeschaffung hat seine Wurzeln in den 1920er Jahren, als Konrad Adenauer als Bürgermeister von Köln die „kreuzungsfreie Kraftwagenstraße“ zwischen Köln und Bonn bauen ließ (heute Bundesautobahn 555), die damals als Schnellstraße ausgeführt wurde. Der Bau wurde aufgrund der schwierigen Wirtschaftslage und der hohen Arbeitslosigkeit als „Notstandsarbeit“ deklariert und etwa zur Hälfte vom Reich finanziert. Um die 5.540 Arbeitslosen möglichst lange beschäftigen zu können, war der Einsatz von Baggern und Förderbändern verboten. Die rund 20 km lange Landstraße 185 war zwar noch keine Autobahn, hatte aber bereits wesentliche Merkmale der späteren Autobahnen.
Die NS-Propaganda stellte den Autobahnbau als zentrale und sichtbare Arbeitsbeschaffungsmaßnahme dar und verband sie mit weiteren Maßnahmen wie dem KdF-Wagen-Sparprogramm und dem Versprechen einer künftigen Massenmotorisierung. Ein Teil der Finanzierung der Arbeitskräfte entstammte – wie bereits bei der 1932 eingeweihten „Kraftfahrstraße“ Köln–Bonn auch – der Arbeitslosenfürsorge. Die Ausgaben für das Autobahnprogramm entsprachen im Jahr 1935 rund vier Prozent der staatlichen Gesamtinvestitionen, die Rüstungsausgaben entsprachen demgegenüber etwa 24 Prozent. Die Auswirkung auf die Arbeitslosenzahl war aufgrund der relativ geringen Zahl der direkt eingesetzten Arbeiter nur marginal. Im Jahre 1934 waren rund 85.000 Arbeiter beim Autobahnbau beschäftigt; 1936 war mit 130.000 Arbeitern eine Höchstzahl erreicht. Diese Zahlen widerlegen nach Auffassung von Detlev Humann die angebliche Legende von einem rasanten Beschäftigungswunder. Hans-Ulrich Wehler zufolge waren die Anregungseffekte durch eine „ansteckende Dynamik“ und den „Beschwörungsgestus“ Hitlers wichtiger als die eigentliche Wirtschaftspolitik, die vielfach noch Impulse aus der Weimarer Republik nutzte.
Der Rückgang der Arbeitslosigkeit in den ersten Jahren der nationalsozialistischen Herrschaft vollzog sich im Zuge einer allgemeinen wirtschaftlichen Erholung, die bereits 1932 begonnen hatte. Dabei blieb das Lohnniveau zwischen 1933 und 1939 andauernd unterhalb dem von 1929. Zusätzlich kamen steuerliche und zivile Maßnahmen wie die Fortführung von Investitionsprogrammen der Regierung Kurt von Schleicher, die sogenannten Reinhardt-Programme, Einschränkungen der weiblichen Berufstätigkeit, die Wiedereinführung der Wehrpflicht, die Intensivierung des bereits 1931 eingerichteten Reichsarbeitsdienstes und ab 1935 die größtenteils mit Krediten finanzierte zunehmende Aufrüstung der Wehrmacht.
Dieser Darstellung widerspricht, wonach neben den Mitnahmeeffekten aus der Weimarer Republik vor allem Hjalmar Schachts Politik des „deficit spendings“, die sich unter anderem in Ehestandsdarlehen und finanzpolitischen Maßnahmen wie Arbeitsschatzanweisungen äußerte, verantwortlich für die im Vergleich zu den Ökonomien der Nachbarländer rasantere Erholung von den Folgen der Weltwirtschaftskrise war.
Der beim Bau der Reichsautobahnen eingesetzte Reichsarbeitsdienst hatte keine große Rolle beim Rückgang der Arbeitslosigkeit gespielt. Durch den Reichsarbeitsdienst ausgeführte Bauarbeiten an den Reichsautobahnen gab es nur vereinzelt. Zum Beispiel im Raum Frankfurt/Main. Es wurden aber Rodungsarbeiten für spätere RAB-Arbeiten in einigen Gebieten Deutschlands vom RAD ausgeführt. Der Arbeitsdienst erreichte allgemein aber weniger als 50 Prozent der Arbeitsleistung von privatwirtschaftlich ausgeführtem Arbeitseinsatz.
Den allgemeinen Grund dafür beschreibt der Politikwissenschaftler und Publizist Wolf Oschlies so: „Wer […] in ökonomischer Zwangslage größere Menschengruppen zu gemeinsamer Arbeit versammelt, ist mit einem Wirtschaftsproblem sui generis (eigener Gattung) konfrontiert: Der Aufwand für Organisation, Unterbringung, Transport, Versorgung etc. wird sich, wenn überhaupt, erst nach geraumer Zeit als zählbarer Ertrag „rechnen“. Arbeitsdienste lohnen sich nicht! Also wird man ihre sekundären Effekte herausstreichen und ihre gemeinschaftsbildende, sozial integrierende, werktätige, patriotische etc. Rolle betonen.“

### Die RAB zu Kriegsvorbereitung und Kriegsführung

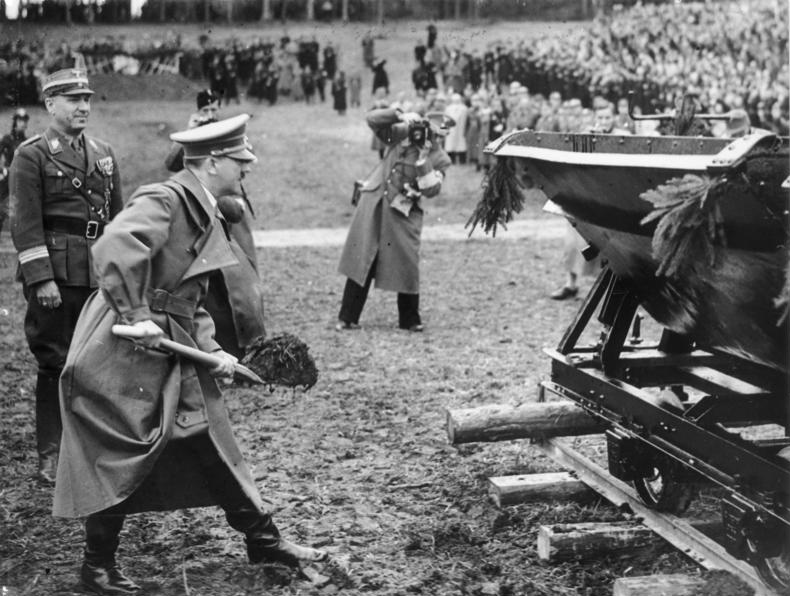
Hitler beim ersten Spatenstich zur ersten Autobahn Österreichs am Walser Berg bei Salzburg, hinter ihm der Generalinspekteur für das deutsche Straßenwesen Fritz Todt, 7. April 1938

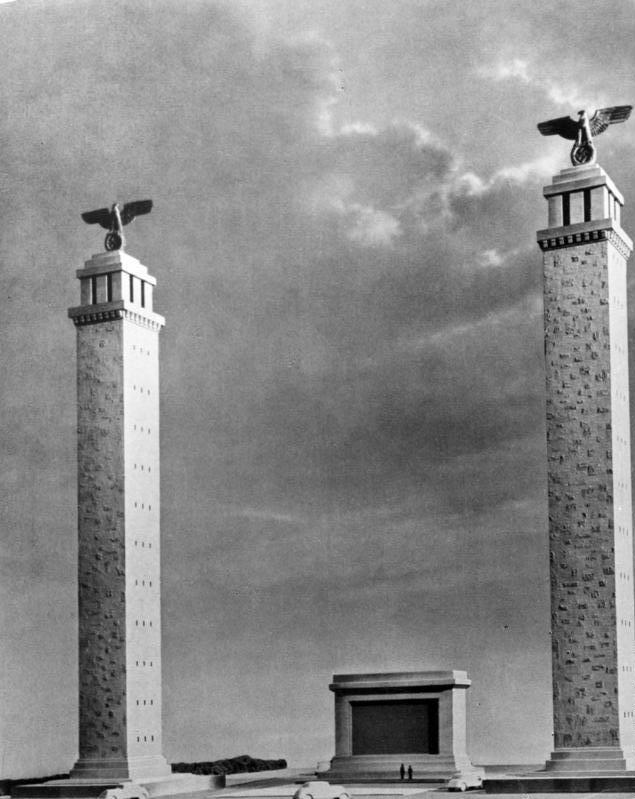
Modell der Reichsautobahn-Einfahrt bei Salzburg an der Reichsgrenze, Entwurf von Albert Speer, 1936

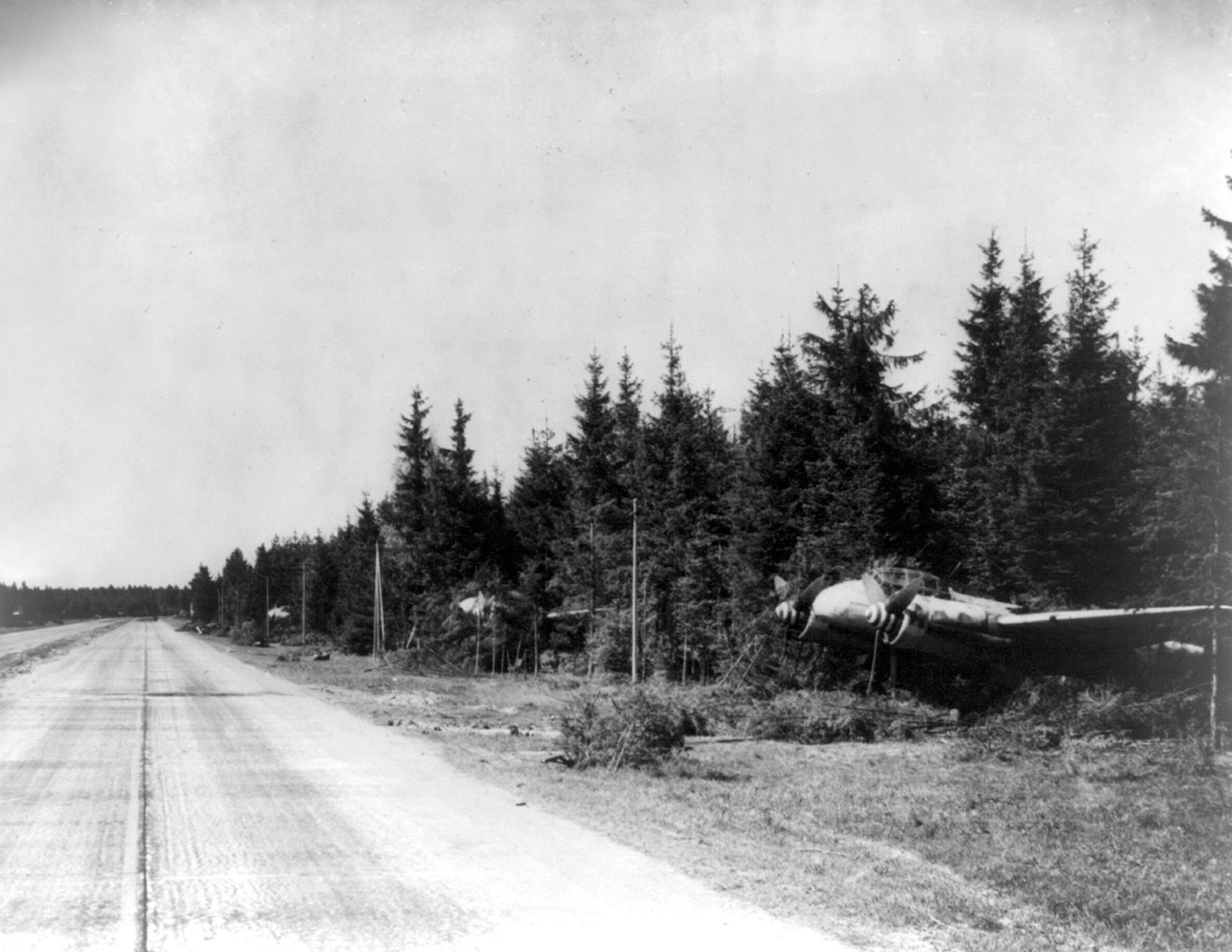
Gegen Kriegsende wurden Autobahnabschnitte zu Behelfsflugplätzen der Luftwaffe

Ob oder in welchem Maße der Autobahnbau von der Kriegsvorbereitung inspiriert war, ist umstritten. Friedelind Wagner, eine Enkelin Richard Wagners, erwähnte 1944 eine angebliche Bemerkung Hitlers aus dem Jahr 1936: „Es war nicht leicht, meine Generäle dazu zu bringen, die neue Reichsautobahn über Bayreuth führen zu lassen.“ Die Nationalsozialisten benutzten das Motiv Arbeitsbeschaffung zur Begründung der Errichtung von „Reichsautobahnen“. Es ist heute unter Wissenschaftlern umstritten, ob das Autobahnnetz aus strategischen Gründen gebaut wurde. Die Reichswehrführung hatte vor 1933 Autobahnbauten abgelehnt. Auch nach 1933 bestanden unter den Militärs Zweifel über den strategischen Wert von Autobahnen. Gründe hierfür waren differierende Bewertungen der Einsatzmöglichkeiten motorisierter Verbände sowie der Produktionsmöglichkeiten der Kraftfahrzeugindustrie und der Flugabwehr. Aus der Sicht der Luftverteidigung kamen Bedenken, inwieweit die hellen und gut sichtbaren Betonpisten einfliegenden Bomberverbänden die Orientierung auf dem Reichsgebiet erleichtern würden.
Die Nationalsozialisten aber verfolgten von Beginn an mit dem Autobahnbau insbesondere strategische Aspekte. Eduard Schönleben charakterisierte den Inhalt der sogenannten „Braunen Denkschrift“ Straßenbau und Straßenverwaltung aus dem Jahre 1932 von Fritz Todt so: „Linienführung und Ausgestaltung sind nach militärischen Gesichtspunkten vorgeschlagen.“ Bei den nationalsozialistischen Ausbauplanungen spielte insbesondere die Möglichkeit schneller Truppentransporte, die Schaffung zusätzlicher Aufmarschwege, die Entlastung der Eisenbahn und die Vornahme von Truppenverschiebungen unter Ausschluss der Öffentlichkeit eine Rolle. Die Wehrmacht wurde daher in jedem Stadium der Planung und des Baues der Autobahnen beteiligt. So wurde bereits das im September 1933 vorgelegte Autobahngrundnetz mit Militärs abgestimmt.
Man kann Autobahnen bzw. ein Autobahnnetz als ein Dual-Use-Gut betrachten: zivile und militärische Zwecke schließen einander nicht aus.

Als etwa die Reichsstelle für Raumordnung Anfang 1937 Bedenken wegen der Reihenfolge der Autobahnbauten anmeldete, wurde in einer Niederschrift einer Besprechung zwischen diesem Amt und Schönleben ausgeführt, dass dringende Gründe, insbesondere solche der Wehrmacht, den Vorrang vor Ausbaugedanken der Raumordnung genießen. Zudem werde die Reihenfolge der Bauarbeiten durch Hitler nach wehrpolitischen und volkspolitischen Rücksichten festgelegt. Wichtige Strecken von verkehrswirtschaftlich hoher Bedeutung, wie etwa Frankfurt (Main) – Nürnberg, Hamburg – Berlin, Bremen – Dortmund, Hamburg – Hannover – Göttingen – Würzburg und viele andere standen bei der Realisierung hinter Strecken, wie zum Beispiel Berlin – Frankfurt (Oder) – Posen, Berlin – Stettin – Danzig – Königsberg (Pr.), Breslau – Wien, Bayreuth – Eger – Karlsbad, Stettin – Görlitz – Reichenberg, Falkenburg – Berlin und anderen, obwohl hier aus verkehrswirtschaftlicher Sicht nur ein geringes Bedürfnis an einer zügigen Inangriffnahme bestand. Zudem arbeiteten Planungsgruppen seit 1934 bereits insgeheim in Nachbarländern (Polen, ČSR, Frankreich, Österreich, Dänemark) an Planungen für Reichsautobahnen bzw. folgten die Planungsgruppen den Einheiten der Wehrmacht umgehend. Auch von den Baueinstellungen infolge des Krieges wurden strategisch bedeutsame Strecken wie beispielsweise Stettin – Bärwalde ausgenommen. Ganz im Gegenteil wurde vor den Überfällen auf die Tschechoslowakei und auf Polen die Fertigstellung der Strecken Berlin – Forst und Berlin – Dresden verlangt.
Vertreter der Auffassung, der zufolge die Reichsautobahnen nicht aus strategischen Gründen angelegt wurden, tragen vor, dass die Fahrbahndecke der meisten Streckenabschnitte für Schwertransporte zu dünn und der Unterbau zu locker gewesen sei. Die Bauausführung habe sich am Verkehr mit Personenkraftwagen und den im Vergleich zu heute relativ leichten Lastkraftwagen ausgerichtet. Nur wenige Abschnitte seien für das Befahren mit schwerem militärischen Gerät ausgelegt gewesen. Dem steht jedoch entgegen, dass die Reichsautobahnen im Gegensatz zum übrigen Verkehrsnetz der damaligen Zeit mit Pflaster- und dünnen Asphaltbelägen über Betonfahrbahnen von rund 15 bis 20 cm Stärke zuzüglich Unterbau verfügten. Todt schrieb am 21. Januar 1938 an von Stauss, dass die Autobahnen den Anforderungen des „eisenbereiften Verkehrs“ entsprechen müssten.
Zudem wird behauptet, dass sich im regulären Betrieb der bereits in Betrieb genommenen Reichsautobahnen gezeigt habe, dass die angeblich zulässige Maximalsteigung von acht Prozent die seinerzeitigen LKW überfordert habe, sodass die LKW-Fahrer Mittelgebirgsautobahnen gemieden hätten, wenn steigungsgünstigere Landstraßen als Alternative zur Verfügung standen. Tatsächlich schrieb die Bauanweisung für Reichsautobahnen im Hochgebirge eine Maximalsteigung von 6,5 Prozent, im Bergland von sechs Prozent, in Hügelland von fünf Prozent und im Flachland von vier Prozent vor. Damit entsprachen die zulässigen Werte zwar nicht vollständig den heutigen Anforderungen, für Militärfahrzeuge waren diese Steigungen jedoch unproblematisch. Geländeeinschnitte, Gräben oder Aufschüttungen sollten vermieden werden, um, wie Todt 1935 forderte, die Autobahnen nicht zu einer Mausefalle werden zu lassen, „aus der nicht ein einziges militärisches Fahrzeug heraus kann“. Derartige Trassierungsgrundsätze führten zwangsläufig zu längeren Steigungs- und Gefällstrecken.
Als weiteres Argument gegen die Annahme von militärisch-strategischen Motiven beim Autobahnbau wird angeführt, dass die Autobahnen für die Verlegung größerer Verbände nicht geeignet und die zugehörige Infrastruktur für Truppentransporte nicht ausreichend gewesen seien. Größere Konvois hätten die Autobahnen über weite Bereiche blockiert. Das Militär habe weiterhin auf die Reichsbahn gesetzt. Von den Vertretern der Theorie der strategischen Konzeption beim Autobahnbau wird entgegnet, dass die Reichsautobahn nicht in Konkurrenz zur Schiene angelegt gewesen sei, sondern als zusätzlicher Verkehrsweg für die Wehrmacht. Zudem beanspruche das Verladen von Fahrzeugen auf die Bahn in einem erheblichen Maße Zeit. So schrieb im Gegensatz zu Freiherr von Braun der Wehrmachtsgeneral Heinz Guderian 1940: „Auf den Reichsautobahnen lassen sich hohe Durchschnittsgeschwindigkeiten bei voller Schonung von Mann und Gerät erzielen, die Zahl der Unfälle ist gering, der Überholungs- und Gegenverkehr stets mühelos durchführbar.“ Und: „Wir haben die Segnungen der Reichsautobahnen schon auf dem Befreiungsmarsch nach Wien und dann beim Aufmarsch gegen die Tschecho-Slowakei, gegen Polen und gegen die Westmächte genossen.“ Dieser Bericht mag zu propagandistischen Zwecken geschönt worden sein. Die Autobahnen wurden tatsächlich für Aufmärsche benutzt, wie etwa bereits bei der Besetzung des Rheinlandes im März 1936 oder beim Überfall auf Polen, für den mit Weisung vom 18. August 1939 für den September des Jahres „Maßnahmen“ zur Ermöglichung von kriegsmäßigen „Marsch- und Gefechtsübungen der motorisierten Verbände“ angeordnet wurden.
Unbestritten von allen Seiten ist, dass die tatsächliche Bedeutung der Reichsautobahnen für den Zweiten Weltkrieg sank, je weiter die Front von den deutschen Landesgrenzen entfernt war.
Es ist allgemein anerkannt, dass der Reichsautobahnbau im Zusammenwirken mit anderen Straßenbauprojekten und der Aufhebung der Kfz-Steuer (am 10. April 1933) einen wachsenden Motorisierungsgrad in Deutschland begünstigt hat. Der gleichzeitig forcierte Bau von Kraftfahrzeugen, der letztendlich zu den höchsten Zuwachsraten in der weltweiten Kfz-Produktion führte, sollte nicht unbedingt der Verbesserung der Verkehrsverhältnisse dienen, sondern die Wirtschaftsmotorisierung sollte später durch deren Requirierung eine schnelle Heeresmotorisierung ermöglichen. Die Wehrmacht argumentierte, dass sich eine große Zahl von Fahrzeugen im zivilen Kraftverkehr positiv auf die Bereitstellung von motorisierten Truppenteilen bei Kriegsausbruch auswirken werde. Der Autobahnbau und die damit verbundene Motorisierung der Wirtschaft war somit auch indirekt ein Teil des Rüstungsplanes (siehe Aufrüstung der Wehrmacht).

## Situation der Bauarbeiter

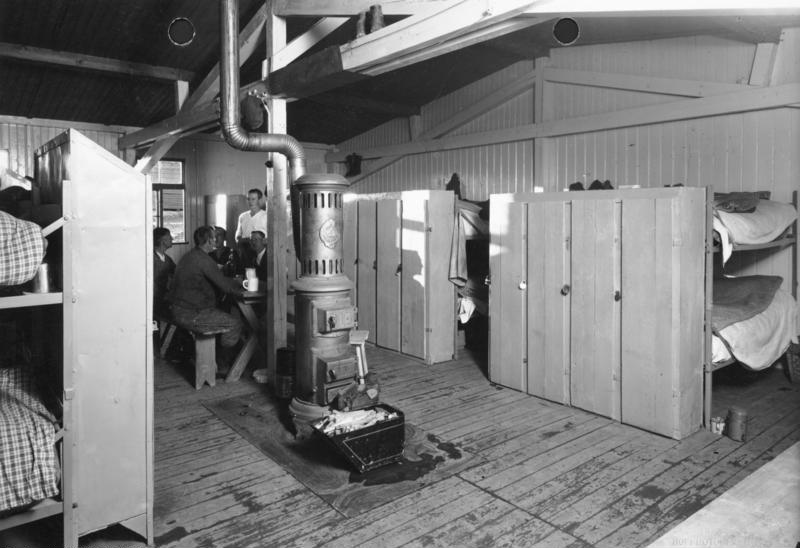
Wohnraum im Arbeitslager, ca. 1934

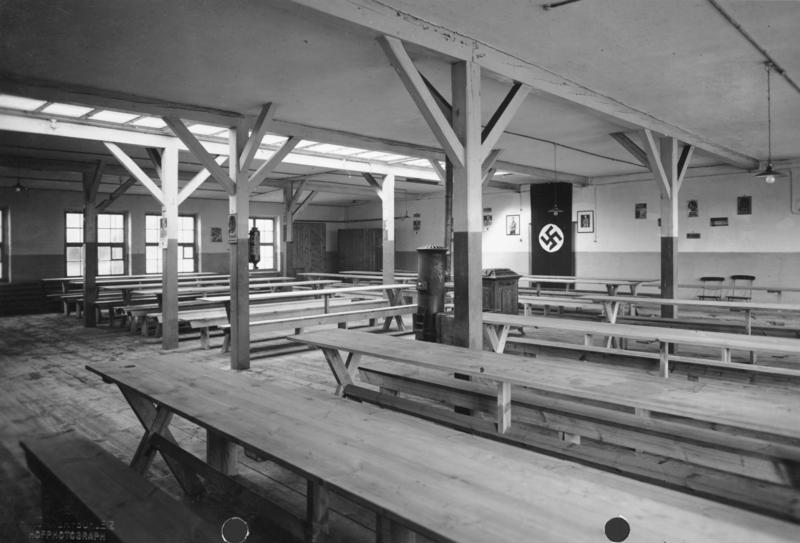
Gemeinschaftsraum im Arbeitslager, ca. 1934

Zentral bei Hitlers Vorstellungen zum Projekt RAB sollte das Schlagwort von einer neuen „Arbeitsoffensive“ stehen. Diese sollte ab Anfang 1934 umgesetzt werden. Die Auswirkung war, dass nicht nur Facharbeiter an den RAB-Baustellen zum Einsatz kamen, sondern vor allem Arbeitslose. Die sogenannte „Arbeitsschlacht“ an der RAB zielte vorrangig auf Beschäftigung langzeitarbeitsloser Familienväter aus den städtischen Ballungszentren ab. Bis 1934 erhielt das „Unternehmen RAB“ für jeden Arbeitslosen, den es beschäftigte, eine Grundförderung von der „Reichsanstalt für Arbeitsvermittlung und Arbeitslosenversicherung“ (RAfAuA) von zwei bis dreieinhalb RM pro geleisteten Arbeitstag. Die 360 Arbeitsämter des Reiches schickten meist ungelernte Arbeiter zur Tätigkeit an der RAB. Es wurden dabei Parteimitglieder mit einer NSDAP-Mitgliedsnummer unter 500.000 bevorzugt; Arbeiter die aus der Landwirtschaft kamen, durften nicht vermittelt werden. Es ging darum, die größtmögliche Anzahl von Arbeitslosen beschäftigen zu können. Es wurden in den ersten beiden Jahren der RAB-Erstellung spezielle Baumaschinen kaum eingesetzt. Es kamen Feldbahnen zum Einsatz und es war Handarbeit gefordert. Zudem waren viele Spezialmaschinen zur Herstellung der RAB-Betondecken zu diesem Zeitpunkt noch nicht entwickelt oder anforderbar. Die RAB-Arbeiter mussten die körperlich belastenden Erdaushubarbeiten ohne Bagger und nur mit Schaufeln und Spaten verrichten. Viele – vor allem ungelernte – waren der ungewohnt harten Schufterei langfristig nicht gewachsen. Die Zahl der Arbeitsunfälle lag sehr hoch. Statistisch betrachtet, verunglückte in den ersten fünf Baujahren auf jedem sechsten Autobahnkilometer ein Arbeiter tödlich. Von „Schipperkrankheit“ wurde bald bei einer besonders häufig anzutreffenden Unfallerscheinung geredet. Damit wurde ein Abrissbruch von Wirbeldornfortsätzen an der Hals- und Brustgrenze tituliert und stimmte als Verletzungsursache mit dem Tätigkeitsablauf des typischen RAB-Arbeiters überein. Dieses Verletzungsbild betraf in erster Linie die vielen schlecht genährten, in schwerer körperlicher Arbeit ungeübten Menschen, bei den ungünstigen Arbeitsbedingungen und dabei ständiger hoher Belastung ausgesetzt. Es kam zum Baustellenverlassen oder zu provozierter Entlassung. Als untauglich Klassifizierte konnten mit einer Sperre sämtlicher Unterstützungen bis zu zwölf Wochen rechnen.
Bereits 1933 hatte das Amt „Schönheit der Arbeit“ einen Entwurf von Musterbaracken vorgelegt. Das erste Musterlager der Autobahn an der Strecke Berlin – Stettin wurde bei Werbellin am 16. Dezember 1934 von Todt und Robert Ley mit großem propagandistischen Aufwand eröffnet. Die deutsche Arbeitsfront (DAF) hatte in die Errichtung der Musterbaracken für die RAB-Arbeiter zwei Millionen RM investiert. Unterkunft und Nahrungsangebot der Arbeiter waren jedoch im Allgemeinen schlecht. Zu Beginn wurden viele von ihnen in Stallungen, Firmenbaracken, aufgelassenen Fabrikgebäuden oder sogar einfachst in Zelten untergebracht. Bei Hitze und Kälte waren diese Unterkünfte meist mehr als unzureichend. Oft mussten überlange Wegstrecken zu den Einsatzorten zurückgelegt werden – von 12 bis 15 Kilometern und bis zu drei Stunden Wegzeit. Hinzu kam schlechte Entlohnung besonders der von den Arbeitsämtern Vermittelten aus Stadtgebieten. Sie war geringfügig höher als die Arbeitslosenunterstützung und erreichte in strukturschwachen Gebieten meist nur 60 Prozent der entsprechenden großstädtischen Tarife. Ganz anders als bei der hemmungslosen Glorifizierung der RAB-Bauarbeiter in den Medien sprachen diese Beschäftigten unter anderem schon bald von einer „Hunger- und Elendsbahn“. Ende Herbst 1934 waren die RAB-Baustellen keine gefragten Arbeitsplätze mehr, besonders unter städtischen Erwerbslosen. In den RAB-Unterkünften kam es zunehmend zu Schlägereien, Zwistigkeiten und manchmal exzessivem Alkoholkonsum. Der Unmut der Arbeiter verschärfte sich ab 1934 und das Verhalten einzelner Gruppen gegenüber Bauleitungen und Lagerverwaltung wurde immer provokativer. „Heil Moskau!“ oder „Rot-Front!“ wurden Grußformeln und Parolen wie „Heil unserem Führer, das Volk wird immer dürrer!“ oder „Die Autobahn, sie macht uns tot, wir wählen morgen wieder rot!“ griffen um sich.

## Streiks beim NS-Vorzeigeprojekt
Es wurden dem Generalinspektor der DAF ab März 1935 vom RAB-Zentralbüro Vorwürfe gemacht, die RAB-Lager entwickelten sich zu „Brutstätten neuer kommunistischer Umtriebe“. Zu ersten Arbeitsniederlegungen war es bereits im März des Vorjahres an den RAB-Baustellen gekommen. Zudem hatte sich die Situation an der Streckenbaustelle Hamburg – Bremen 1934 zugespitzt und am 12. Oktober 1934 waren beim Baulos Gyhum 380 Beschäftigte in den Ausstand getreten. Dies war eine der größten und folgenreichsten Streiks in der Geschichte des Dritten Reiches. Hintergrund war nicht nur die völlige physische und psychische Auszehrung der Arbeiter, sondern es war auch zu Auseinandersetzungen mit der Siemens-Bauunion über die Auszahlung des Verpflegungsgeldes gekommen. Vom Bauleiter wurde eine Frist von einer halben Stunde für einen Streikabbruch gestellt. Nach dem Fristablauf ließ Generalinspektor Todt Lager und Dorf sowie den dortigen Bahnhof von Gendarmerie und einer Landjägereinheit besetzen. Ein Sonderzug zum Transport der Streikenden in ein Konzentrationslager wurde organisiert. Unter diesem Drohgebahren wurde allen die Chance gegeben, sich bis 18:00 Uhr in eine Liste für Arbeitswillige einzutragen. Es machten 239 Bauarbeiter davon Gebrauch, die restlichen 141 streikten weiter und wurden nach Berlin abgeschoben. Dort verhörte sie die Gestapo, besonders um kommunistische Rädelsführer herauszufinden. Am Ende blieben sieben Personen inhaftiert.
Übereinstimmung herrschte bei Fritz Todt und den anderen Behörden darüber, dass ein Streik im nationalsozialistischen Staat inakzeptabel sei. Um Arbeitsdisziplin aufrechtzuerhalten, solle energisch durchgegriffen werden.
Allem voran war die schlechte Unterbringung, Verpflegung und Bezahlung durch die Siemens-Bauunion für den Streikausbruch verantwortlich gewesen. Zu vergleichbaren Streikereignissen kam es im Lager Bursinsee bei Eberswalde. Bei Göttingen nahmen sechs SA-Männer an einem Solidaritätsstreik teil und forderten die Zurücknahme der fristlosen Kündigung eines Arbeiters, die aufgrund von Vorgesetztenbeleidigung ausgesprochen worden war. Am 7. November 1934 wurde in Oberfranken die Auszahlung der Tageszulage eingestellt, woraufhin zahlreiche Arbeiter des Lagers Biengarten/Münchberg ihre Arbeitsgeräte niederlegten. Als ihnen mit Konzentrationslager gedroht wurde, skandierten sie öffentlich die Internationale. Die rebellierenden Arbeiter wurden von SA-Mannschaften deshalb in das Landesgerichtsgefängnis nach Bayreuth verbracht; zwanzig von ihnen wurden etwas später in ein Konzentrationslager verlegt. Zudem kam es bei Saararbeitern in Ostpreußen im RAB-Lager Groß-Rödersdorf und auch in Württemberg zu zeitweisen Arbeitsniederlegungen mit dem Ziel, die soziale Lage der RAB-Arbeiter zu verbessern.
Die in die Illegalität gedrängten Arbeiterbewegungsorganisationen (Sozialdemokratische Partei, KPD) konnten die Proteste nur ohnmächtig registrieren. Organisatorische Strukturen, um das Konfliktverhalten direkt beeinflussen zu können, waren vom NS-Staat ausgeschaltet worden.

## Streik-Vorsorgemaßnahmen

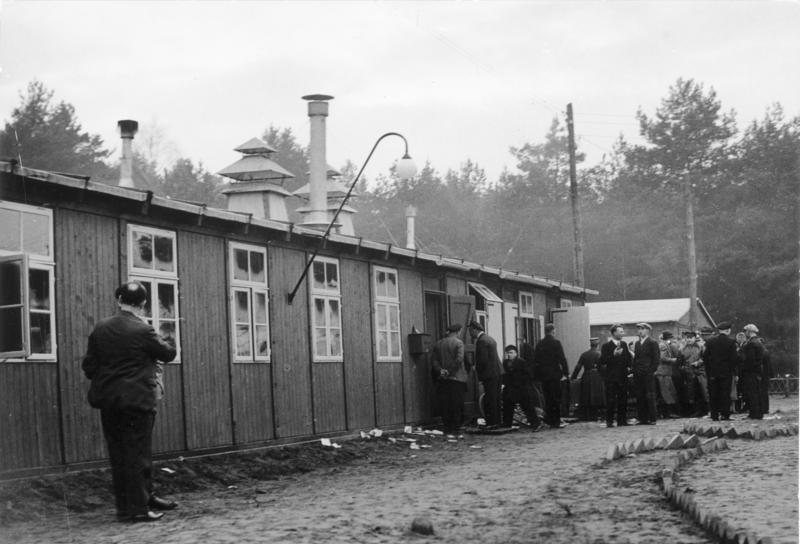
Einheitsbaracke eines Reichsautobahn-Lagers

Im Fall Todt konnte der sich derart entladene Unmut der RAB-Bauarbeiter nicht überraschend aufgebaut haben. Inspektionsreisen verschafften ihm ein offensichtliches Lagebild über die schlechten Bedingungen an den RAB-Arbeitsstellen. Als Schnellmaßnahme versuchte er, die Autobahnlager und Baustellen von der Öffentlichkeit zu isolieren. Besuche sollten von nun an ausschließlich mit Genehmigung Todts oder der jeweiligen
Bauleitungen möglich sein. Arbeitsämter versuchte er zudem derart zu beeinflussen, dass diese möglichst nur linientreue Arbeiter oder SA-Leute schickten, keinesfalls „nicht genügend gefestigte oder marxistische Elemente“. Zu diesem Zeitpunkt war bei den SA-Leuten die Attraktivität der RAB-Arbeitsplätze bereits geschwunden. Es ging verstärkt darum, die Motivation der bestehenden RAB-Baumannschaften zu sichern. Todt versicherte den „Arbeitskameraden“ plakativ, für ihre Belange einzutreten und für ordentliche Unterkünfte und Verpflegung zu sorgen. Nun sollte die Freizeitgestaltung der Bauarbeiter aufgewertet werden – eine Aufgabe der DAF-Unterorganisation „Kraft durch Freude“ (KdF). Den RAB-Belegschaften in den Musterlagern wurden abends Tonfilme vorgeführt, die NS-Kapelle spielte und gelegentlich trat auch ein Komiker auf. Herbst 1935 wurde zusätzlich eine Wanderbühne gegründet. Dreißig Wanderbüchereien pendelten zwischen den RAB-Lagern. Auch Rätselzeitschriften, Tageszeitungen und die amtliche Ausgabe der vom Generalinspektor für das deutsche Straßenwesen selbst herausgegebenen Zeitschrift Die Strasse wurden zur Verfügung gestellt. Die Propagandaband „Feierabend an der Reichsautobahn“ von Hans Schmodde aus dem Jahr 1937 sollte auch nach außen hin ein harmonischeres Bild der RAB-Baustellen festigen und zugleich die weiterhin schlechten Arbeits- und Wohnumstände in den RAB-Lagern kaschieren. Ab dem 13. Dezember 1934 verpflichtete das „Gesetz über die Unterkunft bei Bauten“ die Bauunternehmen, geeignete Schlaf- und Aufenthaltsräumlichkeiten bereitzustellen. Küche, Gemeinschafts- und Trockenräume sowie Waschräume mit fließendem Kalt- und Warmwasser wurden in den Unterkünften vorgeschrieben.
Die halbherzigen Sozialpolitik-Maßnahmen Todts konnten für die Masse der Bauarbeiter die Bedingungen nicht entscheidend verbessern. Als im Jahr 1936 von sogenannter „Vollbeschäftigung“ geredet wurde, waren Arbeitskräfte knapp – und die Bauunternehmen mussten den RAB-Arbeitern höhere Löhne zugestehen. Es waren genau betrachtet marktwirtschaftliche Abläufe, die dann doch noch eine leichte Verbesserung zumindest der finanziellen Situation der RAB-Arbeiter mit sich brachten. Zudem spielte auch die zunehmende Mechanisierung der Bauvorgänge durch vermehrten Einsatz von Baumaschinen eine zumindest teilweise positive Rolle.

## Politischer Widerstand
Es gab vereinzelt Widerstandsaktionen gegen das NS-Projekt. Aufsehen erregten Ludwig Gehm und seine Genossen vom Frankfurter ISK mit ihrer „Autobahn-Aktion“ am 19. Mai 1935. Hitler beabsichtigte, das erste Autobahnteilstück der HAFRABA zwischen Frankfurt und Darmstadt feierlich zu eröffnen. In der Nacht vor dem Sonntag hatte der bereits lange verbotene ISK Gegenparolen auf die Fahrbahn und an die Brücken gemalt: „Hitler = Krieg“ oder „Nieder mit Hitler“. Es wurden zudem einige der Großlautsprecher unbrauchbar gemacht. An den Brücken wurde am folgenden Morgen das Geschriebene von NS-Seite mit Hakenkreuzfahnen überdeckt, auf den Fahrbahnen mit Sand bestreut. Durch Regen und die Fahrzeuge wurde aber die Schrift wieder lesbar. Der NS-Propagandafilm zum Einweihungsakt musste später an zahlreichen Stellen gekürzt werden, um das ganze zu verheimlichen. Aber im – in der Illegalität gedruckten – „Reinhart-Brief“ vom Juni 1935 wurde publik gemacht, dass ISK-Mitglieder es geschafft hatten, mit Chemikalien, die erst durch Lichteinwirkung sichtbar wurden, Gegenparolen auf die RAB-Anlage zu schreiben.
Gehm: „Da übertrugen einige der zwölf riesigen Geräte eben einfach nichts“. „Antrieb“ für diese Aktion sei gewesen, es „denjenigen, die innerlich gar nicht für die Nazis waren, zu zeigen: dass es noch andere gibt“.

## Streckenübersicht

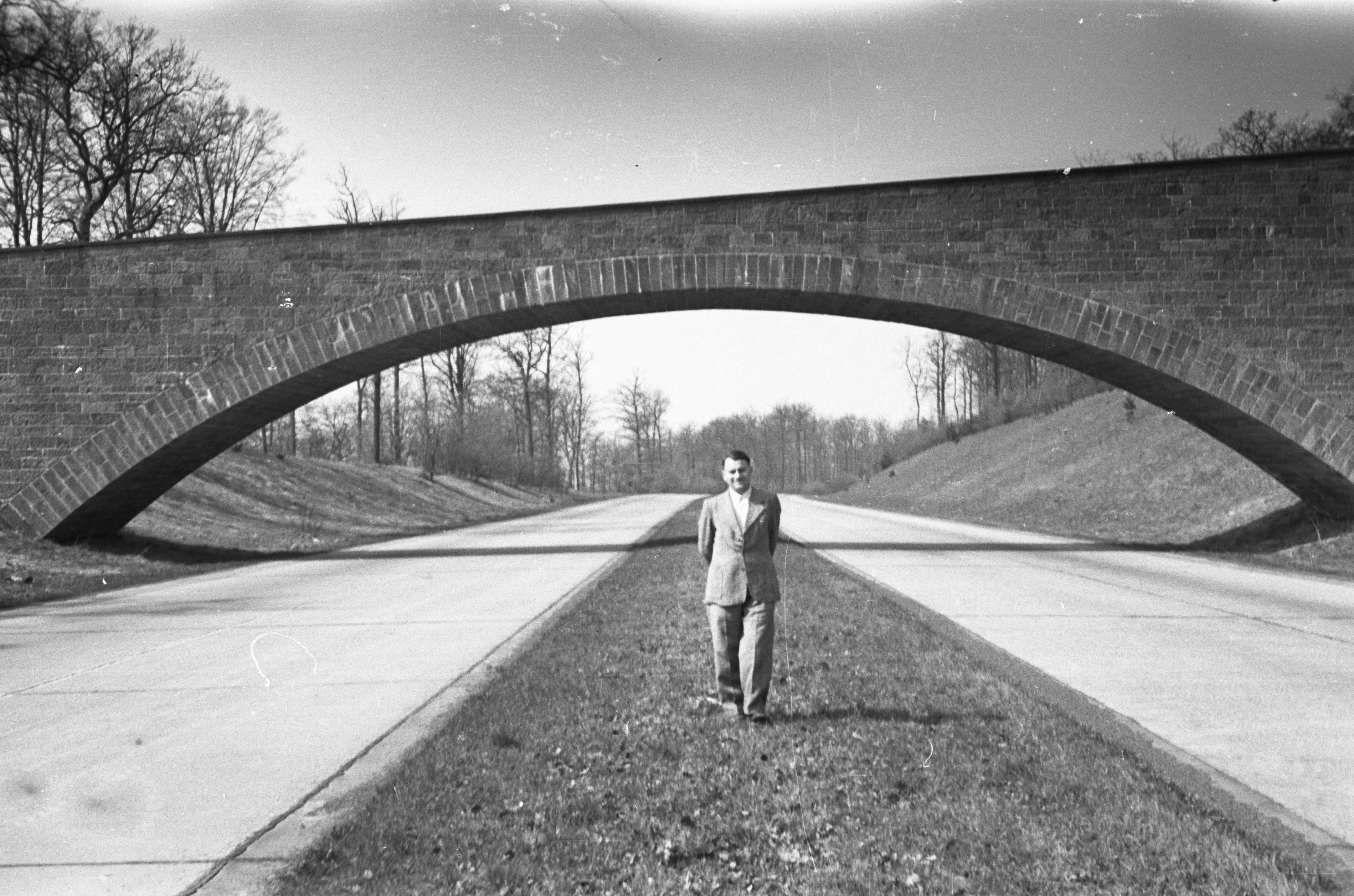
Ehemalige RAB-Strecke bei Alsfeld im Jahr 1949. Erste Pläne für eine durchgehende Nord-Süd-Verbindung von Hamburg über Frankfurt am Main nach Basel datieren in die 1920er Jahre (HaFraBa)
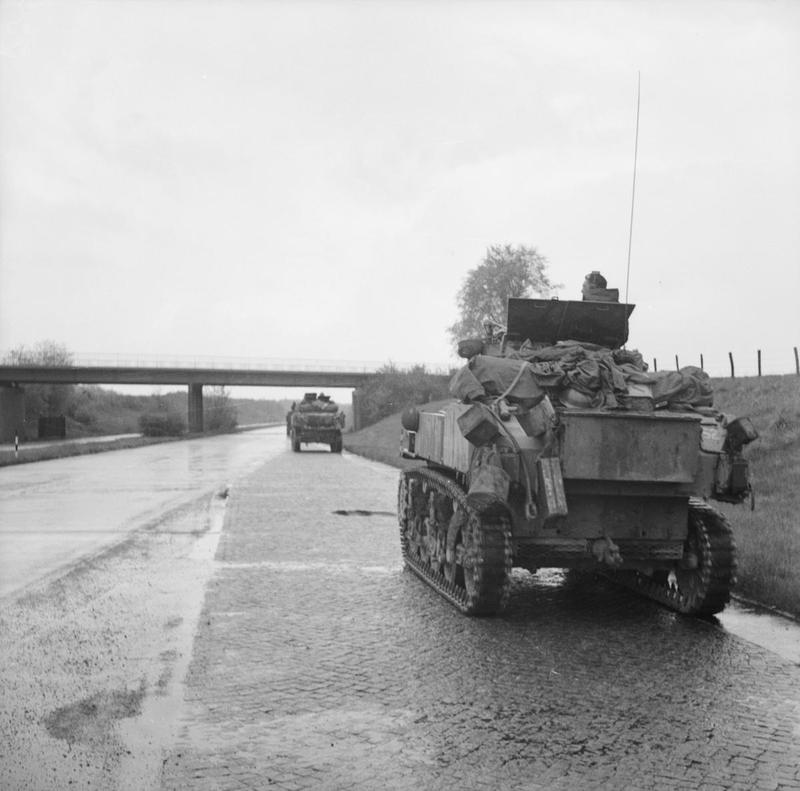
Britischer Panzer auf der gepflasterten RAB-Auffahrspur in Richtung Lübeck, 1945
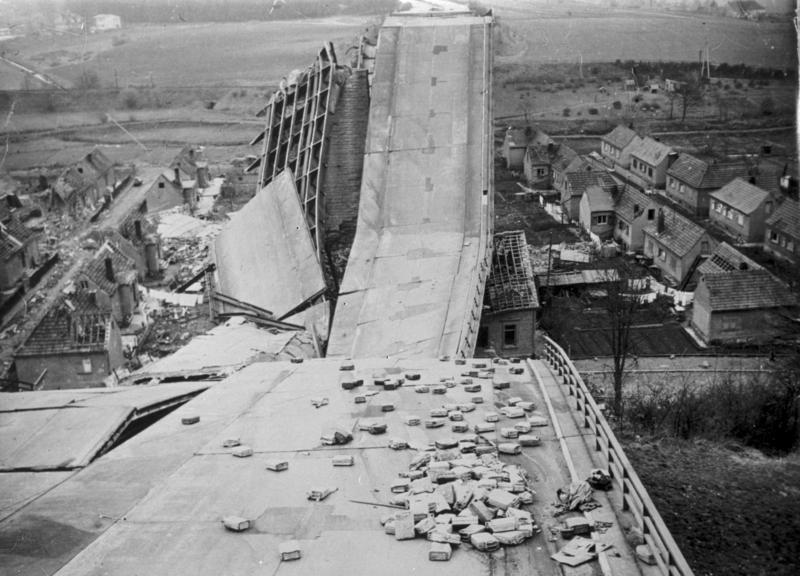
Gesprengte Lautertalbrücke, bei Kaiserslautern, um 1945

| Baubeginn              | Freigabe Eröffnung                | Abschnitt von – nach                                                       | Reichsautobahn (Strecke) Nr. | Heutige Autobahn/Schnellstraße                                         |
| ---------------------- | --------------------------------- | -------------------------------------------------------------------------- | ---------------------------- | ---------------------------------------------------------------------- |
| 23. September 1933     | 19. Mai 1935                      | Frankfurt am Main – Darmstadt                                              | 34                           | A 5                                                                    |
|                        | 3. Oktober 1935                   | Darmstadt – Viernheim – Mannheim – Heidelberg                              | 34                           | A 67, A 6, A 656                                                       |
| 21. März 1934          | 5. April 1936                     | Braunschweig/West – Lehrte                                                 | 4                            | A 2                                                                    |
| April/Mai 1935         | 20. April 1936                    | Halle – Leipzig                                                            | 72                           | A 14                                                                   |
| 1. November 1933       | 21. Mai 1936                      | Köln – Düsseldorf                                                          | 5                            | A 3                                                                    |
| 21. März 1934 in Oyten | 25. Juli 1936                     | Bremen – Hamburg/Wilhelmsburg (71 km Teilstrecke Bremen/Oyten – Dibbersen) | 15                           | A 1                                                                    |
|                        | 17. August 1936                   | Groß Kreutz/R 1 – Schermen/R 1                                             | 4                            | A 10/A 2                                                               |
|                        | 17. August 1936                   | Helmstedt – Braunschweig/West                                              | 4                            | A 2                                                                    |
|                        | 17. August 1936                   | Lehrte – Hannover/Ost                                                      | 4                            | A 2                                                                    |
|                        | 27. September 1936                | Berlin – Stettin                                                           | 54                           | A 11, A6 (heute Polen)                                                 |
|                        | 27. September 1936                | Breslau – Liegnitz                                                         | 62                           | A4 (heute Polen)                                                       |
| 17. August 1934        | 27. September 1936                | Beuthen – Gleiwitz                                                         | 64                           | DK88 (heute Polen)                                                     |
|                        | 27. September 1936                | Frankfurt am Main – Gießen                                                 | 30                           | A 5                                                                    |
|                        | 27. September 1936                | Heidelberg – Karlsruhe                                                     | 35                           | A 5                                                                    |
|                        | 12. Dezember 1936                 | Düsseldorf – Oberhausen                                                    | 6                            | A 3/A 2                                                                |
|                        | 10. Januar 1937                   | Schermen/R 1 – Helmstedt                                                   | 4                            | A 2                                                                    |
|                        | 13. Mai 1937                      | Hamburg – Lübeck                                                           | 18                           | A 1                                                                    |
| 13. September 1934     | 20. Juni 1937                     | Kassel – Göttingen                                                         | 27                           | A 7                                                                    |
| 21. März 1934          | 23. Juni 1937                     | Dresden – Meerane                                                          | 83                           | A 4                                                                    |
|                        | 27. November 1937                 | Bunzlau – Sagan                                                            | 61                           | A18 und DK 18 (heute Polen)                                            |
|                        | 17. Dezember 1937                 | Oberhausen – Recklinghausen                                                | 1                            | A 2                                                                    |
|                        | 06. August 1937 17. Dezember 1937 | Berlin – Frankfurt (Oder)/R 87                                             | 58                           | A 12                                                                   |
|                        | 1. Mai 1938                       | Lübeck – Travemünde (Kücknitz)                                             | 18I                          | A 1/A 226                                                              |
|                        | 5. November 1938                  | Berlin – München a                                                         | 66/67/68/69 (Gesamtstrecke)  | A 9                                                                    |
|                        | 12. November 1938                 | Recklinghausen – Gütersloh                                                 | 1/2                          | A 2                                                                    |
|                        | 10. Dezember 1938                 | München – Stuttgart – Karlsruhe                                            | 36/42/43 (Gesamtstrecke)     | A 8                                                                    |
|                        | 14. Dezember 1938                 | Hannover/Ost – Bad Nenndorf                                                | 2                            | A 2                                                                    |
|                        | 15. Dezember 1938                 | Gütersloh – Herford/Bad Salzuflen                                          | 2                            | A 2                                                                    |
| 12. Dezember 1933      | 12. Juni 1937 03. Dezember 1938   | Elbing – Königsberg b                                                      | 56                           | S22 (heute Polen), R516 (heute Oblast Kaliningrad, Russland)           |
|                        | 5. November 1938                  | Leonberg – Ludwigsburg/Nord (mit Engelbergtunnel)                          | 39                           | A 81                                                                   |
|                        | 18. August 1939                   | Jena – Weimar                                                              | 80                           | A 4                                                                    |
|                        | 23. September 1939                | Frankfurt am Main – Limburg                                                | 31                           | A 3                                                                    |
|                        | 23. September 1939                | Bad Nenndorf – Bad Salzuflen b                                             | 2                            | A 2                                                                    |
|                        | 1. Mai 1940                       | Leverkusen – Remscheid/Lennep                                              | 7                            | A 1                                                                    |
|                        | 1. Juli 1940                      | Dresden – Bautzen – Weißenberg                                             | 73                           | A 4                                                                    |
|                        | 6. Juli 1940                      | Ludwigsburg/Nord – Weinsberg                                               | 39                           | A 81                                                                   |
| 21. März 1934          | 13. September 1941                | München – Salzburg (Walserberg)                                            | 47                           | A 8                                                                    |
| 12. Dezember 1933      |                                   | Reichsautobahn Berlin – Königsberg                                         | 54/55/93/56 (Gesamtstrecke)  | A 11, A6, S22 (heute Polen), R516 (heute Oblast Kaliningrad, Russland) |

| RAB-Nummer 1938 | RAB-Nummer 1942 | Heutige BAB-Nummer | Abschnitt/Verlauf (basierend auf 1942)                                                         |
| --------------- | --------------- | ------------------ | ---------------------------------------------------------------------------------------------- |
| 1               | 18              | 1                  | Hamburg – Puttgarden (Fehmarn)                                                                 |
| 2               | 15              | 1                  | Hamburg – Bremen                                                                               |
| 3               | 56              | –                  | Danzig – Königsberg                                                                            |
| 4a,b            | 54, 55, 93      | 11, –              | Berlin – Stettin, Stettin – Bärwalde, Bärwalde – (Polnischer Korridor) – Danzig                |
| 5               | 1, 2            | 2                  | Oberhausen – Dortmund, Dortmund – Hannover                                                     |
| 6               | 3, 4            | 2                  | Hannover – Magdeburg, Magdeburg – Berliner Ring                                                |
| 7a,b,c          | 48, 49, 50, 51  | 10                 | Berliner Ring                                                                                  |
| 8               | 58              | 12                 | Berliner Ring – Frankfurt (Oder)                                                               |
| 9               | 60, 61, 62      | 13, 15, –          | Berliner Ring – Forst (Baršć), Forst – Liegnitz, Liegnitz – Breslau                            |
| 10              | 5, 6            | 3                  | Düsseldorf – Köln, Oberhausen – Düsseldorf                                                     |
| 11              | 28              | 7                  | Hannover – Hersfeld                                                                            |
| 12              | 29, 30          | 5                  | Hersfeld – Gießen, Gießen – Frankfurt (Main)                                                   |
| 13              | 66              | 9                  | Berliner Ring – Leipzig                                                                        |
| 14              | 23, 72          | 14                 | Magdeburg – Leipzig, Leipzig – Dresden                                                         |
| 15              | 65              | 13                 | Lübbenau – Dresden                                                                             |
| 16              | 67, 68          | 9                  | Leipzig – Bayreuth, Bayreuth – Nürnberg                                                        |
| 17              | 81, 79, 80      | 4                  | Hersfeld – Eisenach, Eisenach – Erfurt, Erfurt – Gera                                          |
| 18              | 80, 83          | 4                  | Gera – Chemnitz, Chemnitz – Dresden                                                            |
| 19              | 73              | 4                  | Dresden – Görlitz                                                                              |
| 20              | 84              | 72                 | Hof – Chemnitz                                                                                 |
| 21              | 31              | 3                  | Köln – Frankfurt (Main)                                                                        |
| 22              | 34, 35, 94      | 5, 67, 656, 5      | Frankfurt (Main) – Mannheim/Heidelberg, Mannheim/Heidelberg – Karlsruhe, Karlsruhe – Basel     |
| 23              | 38              | 6                  | Kaiserslautern – Mannheim                                                                      |
| 24              | 36              | 8                  | Karlsruhe – Stuttgart                                                                          |
| 25              | 40, 39, 44, 45  | 81, B 27           | Würzburg – Heilbronn, Heilbronn – Stuttgart, Stuttgart – Oberndorf, Oberndorf – Donaueschingen |
| 25a             | 76              | B 31, 98           | Donaueschingen – Lindau                                                                        |
| 29              | 63, 64          | –                  | Breslau – Gleiwitz, Gleiwitz – Beuthen                                                         |

## Anschlussstellen

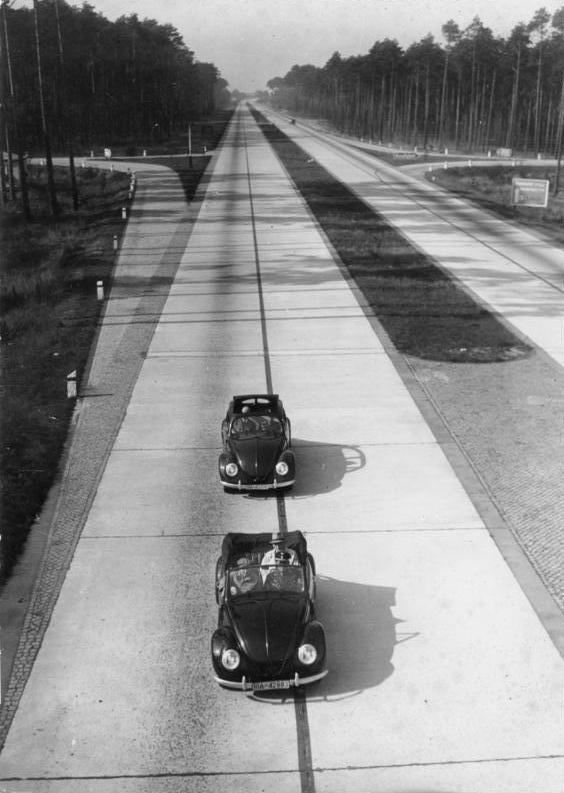
Reichsautobahn mit zwei KdF-Wagen an der Anschlussstelle Lehnin (heutige BAB 2)

Anschlussstellen (zu Anfangszeiten auch „Autobahnhöfe“ genannt) wurden im Abstand von etwa 15 bis 20 Kilometern zueinander angelegt und sollten die Reichsautobahnen mit der vorhandenen Infrastruktur rund um größere Städte oder Orte mit wirtschaftlicher oder touristischer Relevanz verbinden. Sie wurden in drei Klassen (Anschlussstellen erster, zweiter und dritter Klasse) entworfen.
Die Anschlussstellen erster und zweiter Klasse wurden am häufigsten möglichst symmetrisch mit je 100 Meter langen Beschleunigungs- und Verzögerungsstreifen in beiden Fahrtrichtungen gebaut. Anschließend wurden beide Streifen gemeinsam zur Zubringerstraße geführt, die sich mittels eines Über- oder Unterführungsbauwerks mit der Autobahn kreuzte („Halbes Kleeblatt“). Eine Besonderheit waren die parallel zur Autobahn verlaufenden Verbindungen zwischen Verzögerungs- und Beschleunigungsstreifen. An deren rechtem Rand wurden innerhalb des „Anschlussdreiecks“ in der Regel Bus-/Haltebuchten, mitunter Tankstellen und Rastplätze errichtet. Die Anschlussstellen erster und zweiter Klasse unterschieden sich lediglich hinsichtlich der Kurvenradien und Steigungen in den Anschlussrampen.
Die Anschlussstellen dritter Klasse wurden oft auch als „Baurampen“ bezeichnet und mündeten ohne Beschleunigungs- oder Verzögerungsstreifen direkt in die Autobahn ein. Diese Bauform wurde dann gewählt, wenn nur geringe Verkehrsmengen zu erwarten waren oder die örtlichen Gegebenheiten ein aufwändigeres Bauwerk verhinderten. Während der Bauphasen dienten sie dem Materialtransport oder der Ableitung des Verkehrs vom Ende einer noch nicht fertiggestellten Strecke auf Ausweichstraßen. Jedoch musste zur Aufrechterhaltung der Verkehrssicherheit die Übersichtlichkeit des betroffenen Autobahnabschnittes gewährleistet sein. Noch um 1970 gab es auf der Strecke Bad Hersfeld – Obersuhl zwei einseitige Anschlussstellen zur Auf- und Abfahrt in beide Richtungen (bei Hönebach und Sorga), der durchgehende Verkehr wurde dabei gekreuzt.
Anschlüsse mit besonderer Verkehrsbedeutung wurden auch in den Dimensionen eines Autobahnkreuzes geplant, beispielsweise war für die Anschlussstelle „Chemnitz-Süd“ der Strecke 84 (heutige Bundesautobahn 72) ein Verteilerkreisel mit Baukosten von einer halben Million Reichsmark vorgesehen. Der Anschluss wurde aber dann als Kleeblatt umgesetzt, das auch heute noch erhalten ist.

## Beschilderung

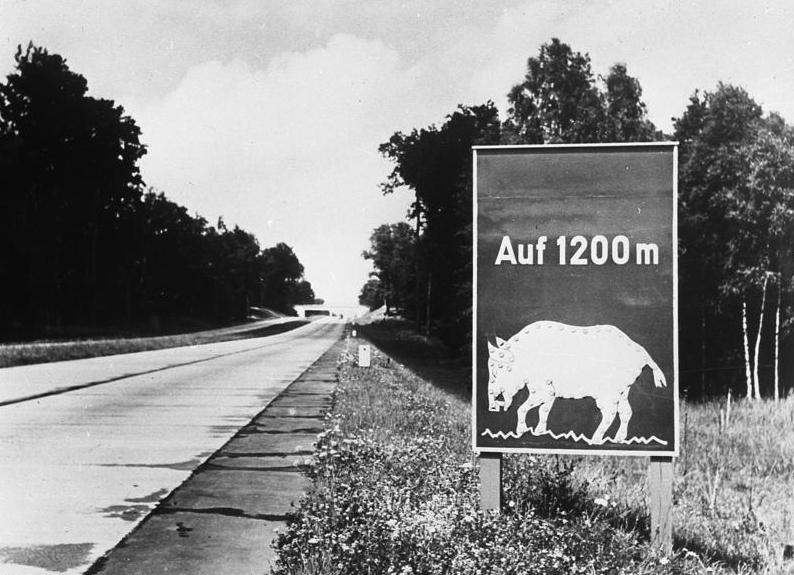
Warntafel „Wildwechsel durch Wildschweine“.
Warntafel „Wildwechsel durch Wildschweine“.
Früher Autobahnwegweiser[73]
Wegweiser zur Reichsautobahn Berlin–Königsberg
Tafeln mit Fernzielangaben ab 1938
Autobahnausfahrt-Ankündigungstafel
Vorwegweiser mit Tankhinweis
Autobahnausfahrt-Vorwegweiser am rechten Fahrbahnrand
Autobahnausfahrt-Ankündigungstafel mit Hinweis auf Tankstelle
Entfernungsbake an Autobahnen
Autobahnausfahrt-Ankündigungstafel
Pfeilschild „Einfahrt“ zur Autobahn
Pfeilschild „Ausfahrt“ mit Zusatzschild „Tank“
Wegweiser zur Autobahntankstelle
Pfeilschilder „Tankstelle“ und „Rasthaus“
Autohof-Ankündigungstafel
Touristisches Hinweisschild
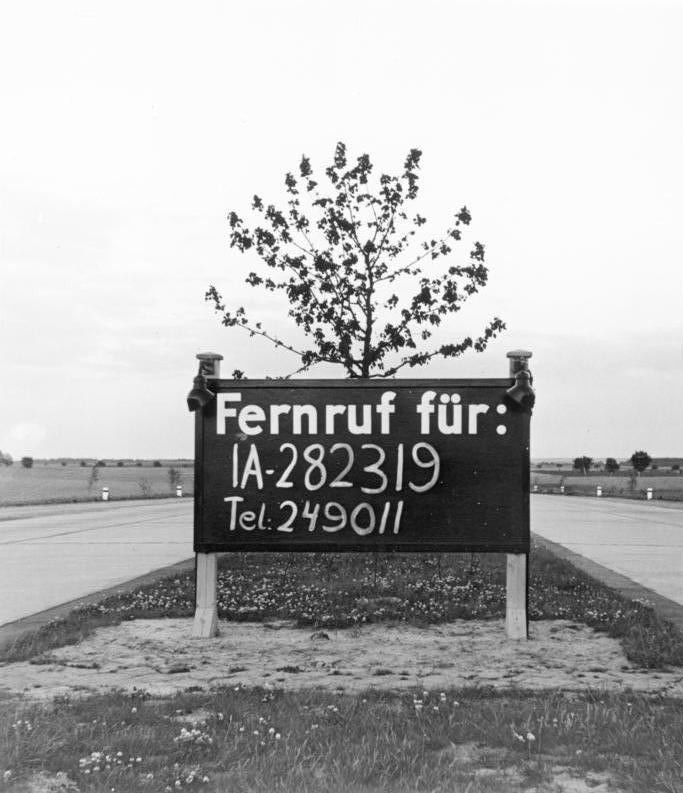
Reiseruf-Tafel
Kilometerstein mit Zielortangabe (Vorgabe)
Kilometerstein (Vorgabe)

## Kraftstoffversorgung
Für die Kraftstoffversorgung entlang der deutschen Reichsautobahnen war die Reichsautobahn-Kraftstoff GmbH in Berlin gegründet worden. Sie besaß das Verkaufsmonopol auf 500 Metern Breite beidseits der Autobahn. Den von den Mineralölgesellschaften bezogenen Kraftstoff verkaufte sie markenfrei als Reichsautobahnbenzin und Reichsautobahngemisch.

## Unvollendete Strecken

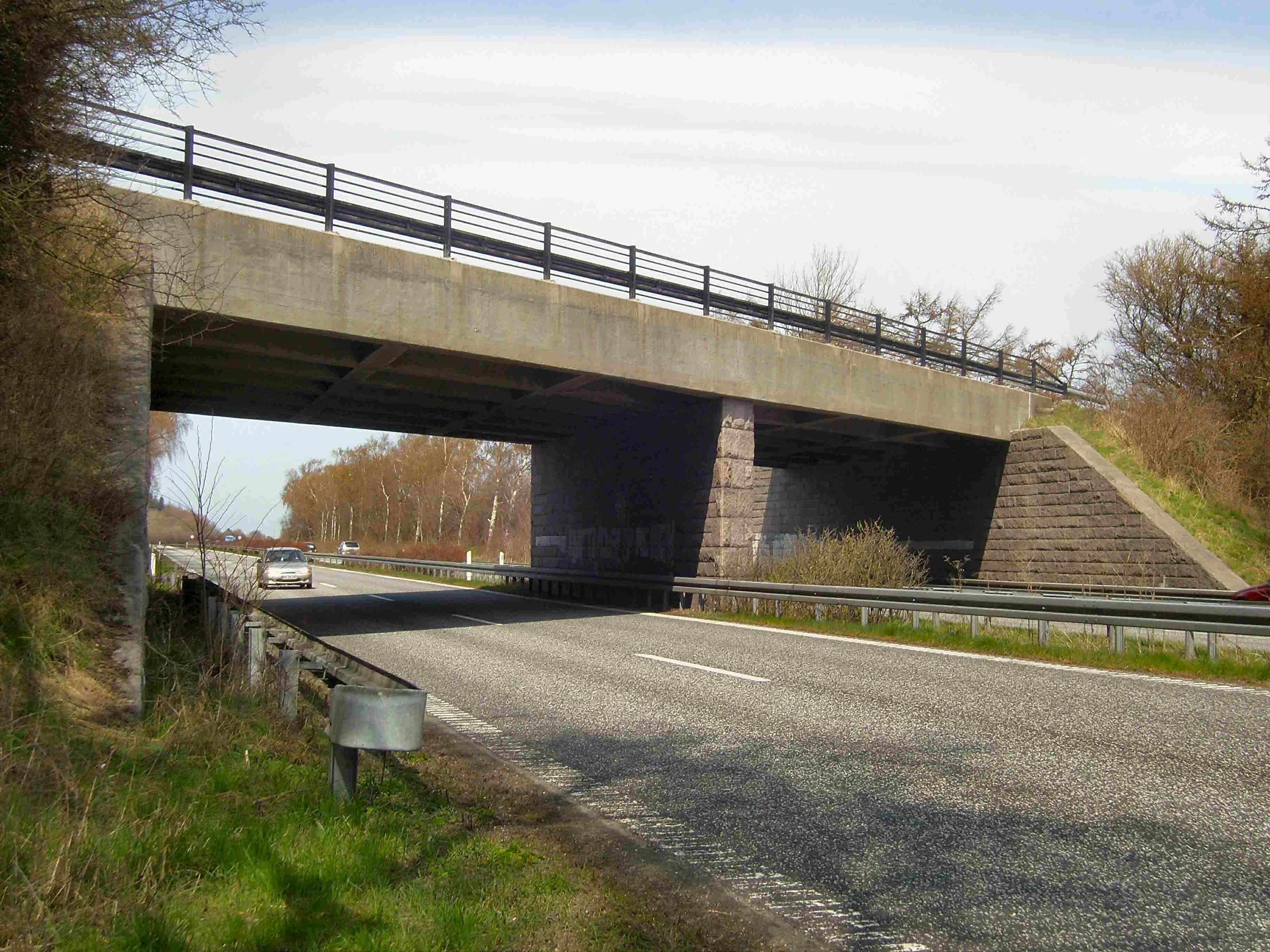
Autobahnbrücke südlich Maribo (Dänemark) mit Granitstein-Verblendung

Strecke 23 Magdeburg – Halle/Leipzig: Nach dem Bauprogramm für die Reichsautobahnen 1938 sollte die Strecke Magdeburg – Halle einschließlich der Gemeinschaftsstrecke im Bereich der Überlagerung mit der Autobahn Göttingen – Dessau 1939 vollständig in Bau genommen werden. Dabei sollte die Teilstrecke zwischen den Anschlussstellen Halle/Peißen und Könnern unmittelbar östlich der Saaletalbrücke bereits 1940 für den Verkehr freigegeben werden. Anfang 1939 wurden bereits die Erdbauarbeiten zwischen Halle und der Saaletalbrücke Rothenburg öffentlich ausgeschrieben und zum Teil an Baufirmen vergeben. Baubeginn auf der rund 18 km langen Strecke zwischen Löbejün und Halle/Peißen war im März 1939. Die letzten Bauarbeiten kamen in diesem Abschnitt im Oktober 1939 kriegsbedingt zum Erliegen.
Strecke 24 Hamburg – Hannover: Sie baute auf der Planungen des Vereins HaFraBa auf. Ein Weiterbau der während der NS-Zeit eingerichtete Autobahnbaustelle wurde nach dem Krieg auf einem längeren Abschnitt jedoch nicht weiter verfolgt: die Strecke zwischen Hamburg und Hannover wurde nach dem Krieg nicht wie vorgesehen zwischen Schwarmstedt und Buchholz, ostwärts an Negenborn (Wedemark) vorbei in südsüdwestlicher Richtung zur heutigen A 2 bei Garbsen fortgesetzt, sondern als A 7 ostwärts an Hannover vorbei trassiert.
Strecke 37 (Dreieck Dernbach –) Koblenz – Mehren und Strecke 140 Mehren – Trier – Landstuhl: 26 Brückenbauten wurden errichtet, umfangreiche Rodungen und Erdarbeiten waren abgeschlossen, sowie 6,8 km Fahrbahn eröffnet. Diese Vorarbeiten wurden an den Streckenführungen mit Ausnahme eines Abschnitts um Koblenz, sowie eines aufgegebenen Abschnitts zwischen Reinsfeld und Neubrücke nach dem Kriegsende für den weiteren Ausbau genutzt. Als Bundesstraße 408 war die Teilstrecke Kaisersesch – Wittlich ab 1961 befahrbar, das Autobahndreieck Vulkaneifel blieb zunächst unfertig. Heute verlaufen die Bundesautobahnen A 48, die A 1 und die A 62 auf diesen Trassen.
Strecke 46 Fulda – Würzburg: Beim Neubau der Strecke nach dem Zweiten Weltkrieg wurde eine andere Trasse gewählt. Auf der alten Trasse befinden sich annähernd ein Dutzend unvollendete Bauwerke, die meisten im Wald. In Rupboden unterquert eine Kreisstraße die mit Bäumen überwachsene Trasse, die auch heute noch deutlich sichtbar ist (50° 15′ 59,2″ N, 9° 42′ 47,5″ O). Nahe Gräfendorf dient ein unvollendeter Pfeiler heute den Alpinisten als Kletterfelsen (50° 6′ 35,7″ N, 9° 43′ 35,1″ O). Obwohl als Denkmal geschützt, erinnert außer Schildern gegen Sachbeschädigung auch heute noch keine Gedenktafel an die als Ruine geendete und lange Jahre völlig verdrängte Reichsautobahnstrecke.
Strecke 73 Dresden – Görlitz: In den Königshainer Bergen zwischen Weißenberg und Görlitz war das Planum teilweise hergestellt und einige Brücken standen bereits im Rohbau, bevor die Arbeiten kriegsbedingt eingestellt wurden. Diese Rudimente wurden nach 1990 nicht für den Bau der A 4 zwischen Bautzen und Görlitz genutzt, sondern die Strecke durch den Tunnel Königshainer Berge umtrassiert.
Strecke 77 Rhynern – Warburg als Teil der überregionalen Strecke Hamm – Kassel: Teile des Dreiecks südöstlich der Ortschaft Osttünnen wurden fertiggestellt, wobei die Brücke über die A 2 im Zuge des sechsspurigen Ausbaus abgerissen wurde, sowie Über- und Unterführungen auf rund 7,7 Kilometern Länge. Insgesamt wurde an 21 km zwischen Rhynern bis Berwicke sowie zwischen Brockhausen und Schmerlecke gebaut. Die Rodungen, Erdarbeiten und Bauwerke wurden nach dem Krieg nicht mehr weiter genutzt.
Strecke 85 Eisenach – Bamberg: Entlang der Bundesstraße 19 zwischen Eisenach und Meiningen fanden sich Reste der geplanten und schon in Bau befindlichen Strecke 85 Eisenach – Bamberg – Nürnberg. Die Bauarbeiten wurden nach Kriegsbeginn eingestellt und nach dem Krieg wegen der deutschen Teilung nicht wieder aufgenommen. Die nach 1990 geschaffenen Ortsumgehungen von Barchfeld, Breitungen und Niederschmalkalden liegen komplett auf der alten Trasse, die bereits auf einer Länge von rund zehn Kilometern bis auf den Fahrbahnbelag fertiggestellt war.
Strecke 135 Streitau – Eger – Karlsbad, Strecke 136 Karlsbad – Reichenberg und Strecke 137 Görlitz – Reichenberg als Teil der Sudetenautobahn: Der Planung einer Autobahn durch das nördliche Sudetenland begann unmittelbar nach der Eingliederung des Gebietes in das Deutsche Reich im Oktober 1938. Der Bau der Strecke wurde zwischen Zittau und Reichenberg sowie bei Eger begonnen, ohne dass Abschnitte bis Kriegsende in Betrieb genommen worden sind. Bei Cheb sind Teile der Trasse heute als Schnellstraße Silnice I/6 ausgebaut, bei Liberec verläuft ein kleiner Teil der Staatsstraße Silnice I/13 annähernd an der Strecke 137 entlang.
Strecke 138 Wien – Breslau: Ein besonderes Projekt war die „Reichsautobahn Wien–Breslau“, die vom bedeutenden Straßenbauingenieur Hans Lorenz und dem Landschaftsarchitekten Friedrich Schaub als exterritoriale Autobahn durch das Protektorat Böhmen und Mähren geplant und von 1939 bis 1942 teilweise gebaut wurde. Sie ist durch die umfangreichen Forschungen von Tomáš Janda von der tschechischen Autobahndirektion ŘSD hervorragend dokumentiert worden und eine der größten Autobahnruinen. In den Planungen zum Autobahnnetz in Tschechien war der Abschnitt zwischen Brünn und Moravská Třebová als Dálnice 43 in jüngerer Zeit wieder enthalten. Aktuellere Planungen sehen nunmehr die Führung der Fernstraße Silnice I/73 auf der Trasse vor. 
Strecke 145: Während der deutschen Besatzungszeit Dänemarks wurde ab dem Fährhafen Rødbyhavn bis Majbølle am Guldborgsund im September 1941 mit Erdarbeiten für eine Reichsautobahn „Strecke 145“ begonnen. Einige überquerende Brücken werden heute noch genutzt. In den 1950er Jahren wurde diese Autobahn fertiggestellt und ist seit 1963 Bestandteil der Europastraße 47 (Vogelfluglinie).

## Überbleibsel

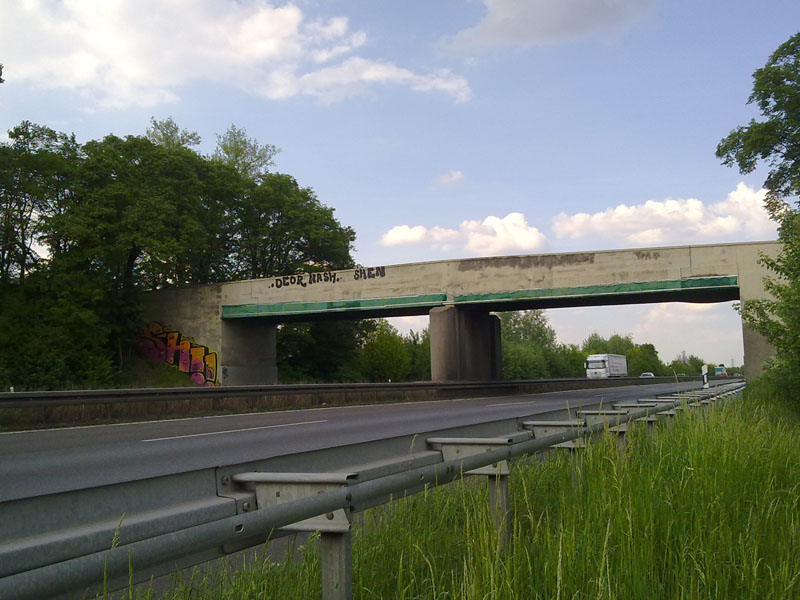
Älteste bis Mai 2015 vorhandene Autobahnbrücke auf der HaFraBa-Magistrale an der A 67 bei Pfungstadt von 1934

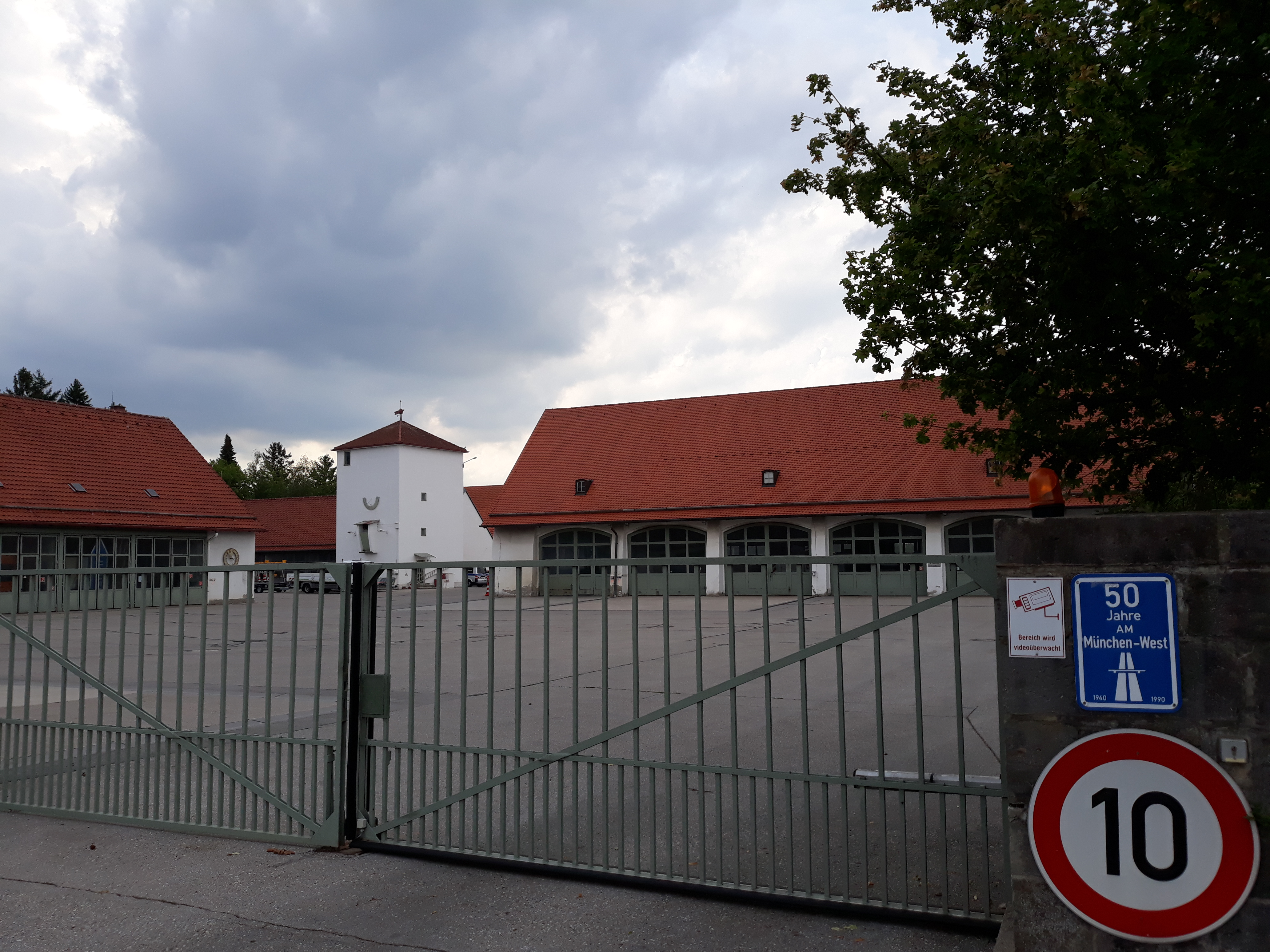
Die 1940 fertiggestellte Autobahnmeisterei München-West an der Autobahn Stuttgart-München in München-Obermenzing

In stärkerem Maße wurden ab 1944 RAB-Anlagen Ziele alliierter Angriffe. Die größte Hängebrücke Europas, über den Rhein bei Köln-Rodenkirchen wurde zum Beispiel mehrfach von Bomben getroffen und stürzte am 28. Januar 1945 ein. Der Straßendienst der RAB-Straßenmeistereien wurde Ende Januar 1945 aufgegeben.
Am 19. März 1945 gab Hitler den Befehl, alle Infrastrukturen in unumgänglichen Rückzugsoperationen der Wehrmacht zu zerstören. Auch eine Vielzahl von RAB-Großbrücken und RAB-Talübergängen wurde gesprengt. Zuvor hatten hochrangige NS-Funktionäre die noch funktionierenden RAB-Abschnitte dazu nutzen können, um sich abzusetzen. Von den fertiggestellten fast viertausend Kilometern RAB-Strecke wurden Teilabschnitte von vorrückenden Panzerkolonnen zunehmend zermalmt.
Der Großteil des RAB-Netzes überstand den Krieg aber eingeschränkt funktionstüchtig. Er bildete in der Zeit danach eine unerlässliche infrastrukturelle Basis für den Wiederaufbau und den wirtschaftlichen Aufstieg der Bundesrepublik Deutschland. In Österreich waren besonders die fortgeschrittenen RAB-Planungen eine erste Grundlage für die stufenweise Erstellung eines hochrangigen Straßennetzes nach Kriegsende.
Nachdem in den 1950er Jahren tatsächlich die bereits von der Bevölkerung erhoffte Massenmotorisierung eingesetzt hatte, konnten die Autobahnen ihren verkehrspolitischen Zweck erfüllen. Sie wurden bedeutender Verkehrsträger einer sich entwickelnden Industrie- und Freizeitgesellschaft. Von Brückenpfeilern wurden Hakenkreuze und andere NS-Überbleibsel abmontiert oder weggemeißelt. Nur bauliche Merkmale verweisen auf RAB-Bauwerke. Vereinzelt lassen sich in der Landschaft Brückenfragmente oder Trassierungen für nie fertig erstellte oder ungenutzte Autobahnstrecken finden.
Als einer der letzten Abschnitte zeigte die polnische A18 auf einem Abschnitt der Südfahrbahn (Grenze bei Forst bis Abfahrt Hirschberg/Jelenia Góra) noch die Betondecken der Reichsautobahn 9 Berlin–Breslau. Ein weiterer Abschnitt mit originaler Betonfahrbahndecke existierte im ehemaligen Ostpreußen (Grenzübergangsstelle Heiligenbeil/Mamonovo bis Königsberg (Pr.)/Kaliningrad). Bei beiden Abschnitten wurden die Fahrbahnen inzwischen renoviert; originale Fahrbahndecken sind dort nicht mehr anzutreffen. Im Bereich der ehemaligen Anschlussstelle Hornskrug/Bäderstraße (heutige Anschlussstelle Rzęśnica der S3, S6) an der Reichsautobahn Strecke 55, Stettin-Falkenburg-Schlochau (Teil der Reichsautobahn Berlin–Königsberg) ist der originale Beton-Fahrbahnbelag an der durchgehenden Strecke und im Rampenbereich der originale Pflasterbelag noch zu besichtigen.
Als das beständigste Überbleibsel des „Unternehmens Reichsautobahnen“ kann seine bis heute anhaltende Legendenumrankung gesehen werden. Obwohl Hitler allgemein mit der Umsetzung seiner Ziele gescheitert war, hat die mythologische Verheißung des Infrastrukturprojekts durch den NS-Staat bis heute ihren Nachhall und entwickelte ein verselbstständigtes Eigenleben.

## Filme
- Reichsautobahn. Dokumentarfilm, schwarz/weiß, von Hartmut Bitomsky (Deutschland, 1985).
- Mythos Autobahn. Dokumentarfilm, Reihe: Tatsachen und Legenden. Von H. G. Abmayer (SDR, 1997).
- Ein amerikanischer Traum. Die deutsche Autobahn. Dokumentarfilm, von Henry Schipper (ZDFinfo, 2011).[87][88]